# Allgäu

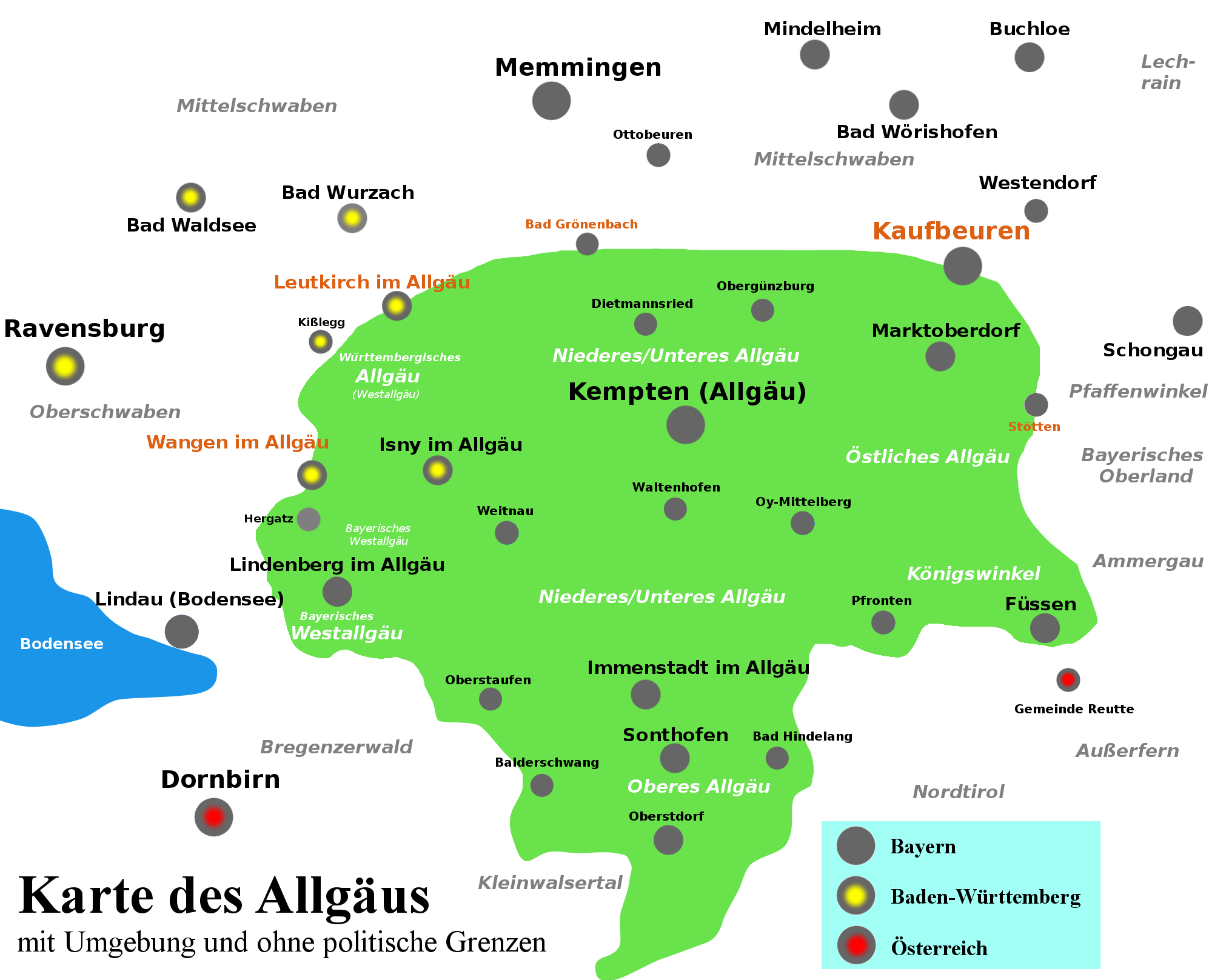
Karte des Allgäus (grün) ohne Landkreise und Grenzen:
• Tore ins Allgäu (orange)
• Teilbereiche des Allgäus (weiß)
• Benachbarte Regionen (grau)

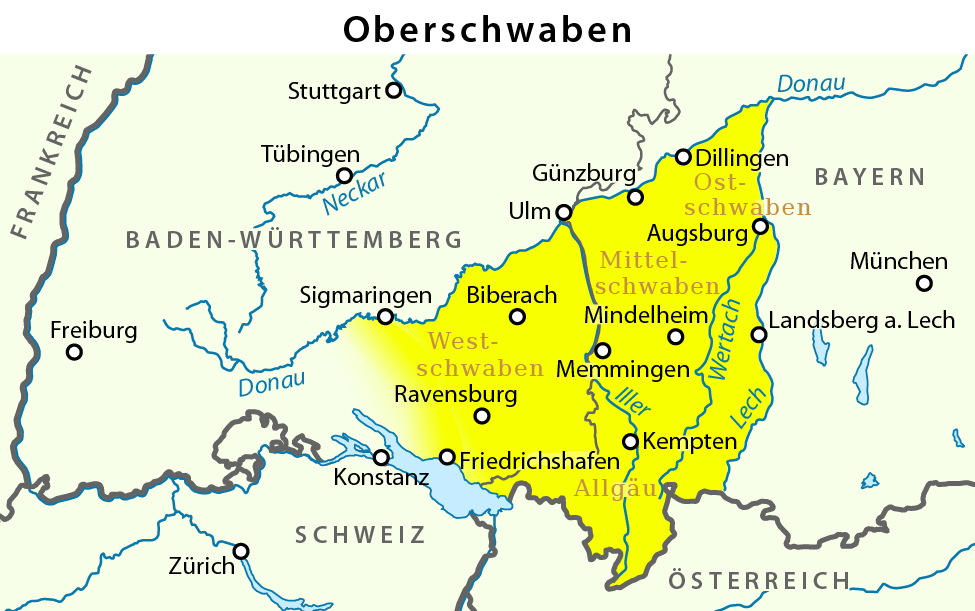
Lage des Allgäus im Süden von Oberschwaben

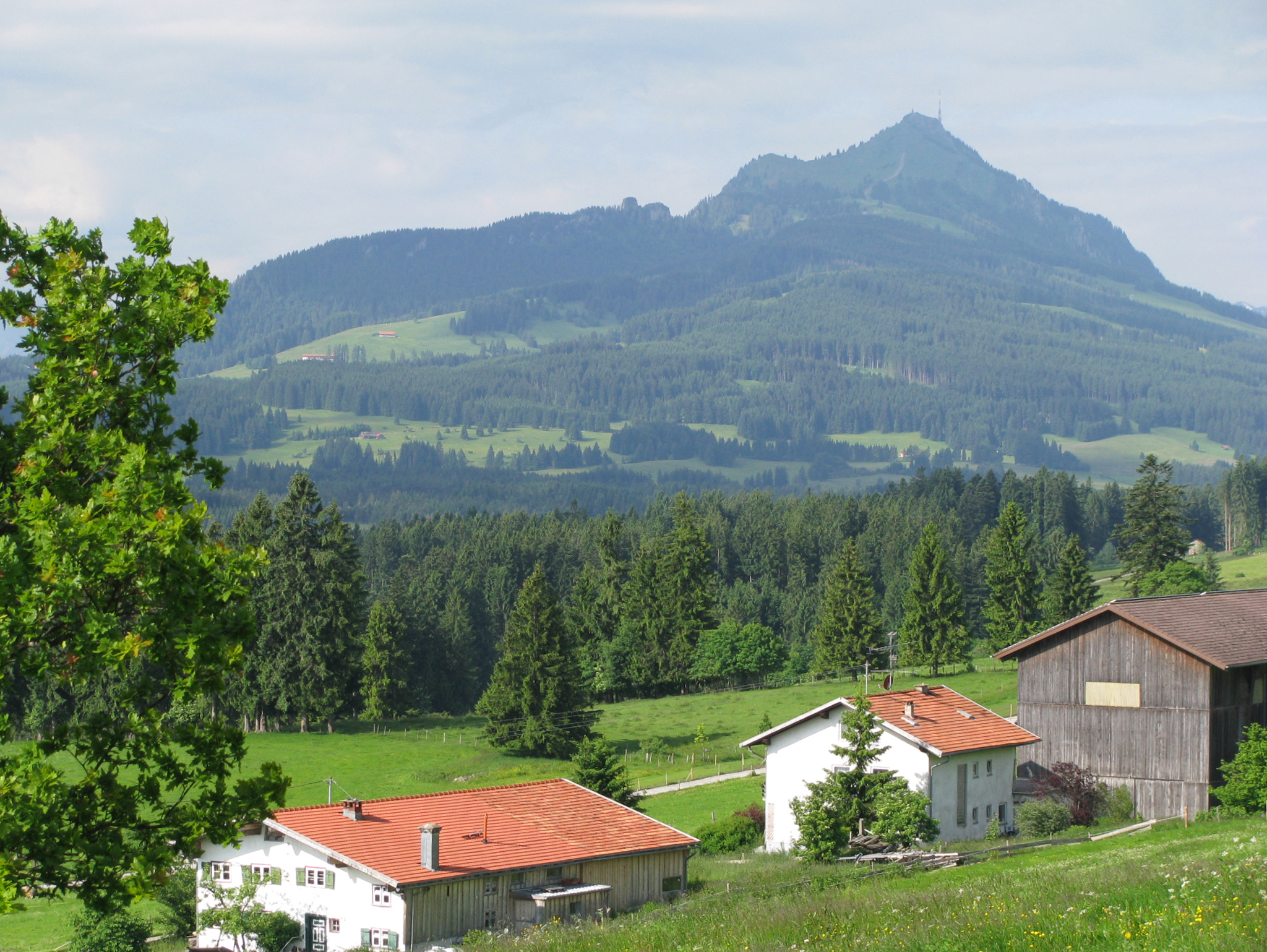
Der Grünten, „Wächter des Allgäus“

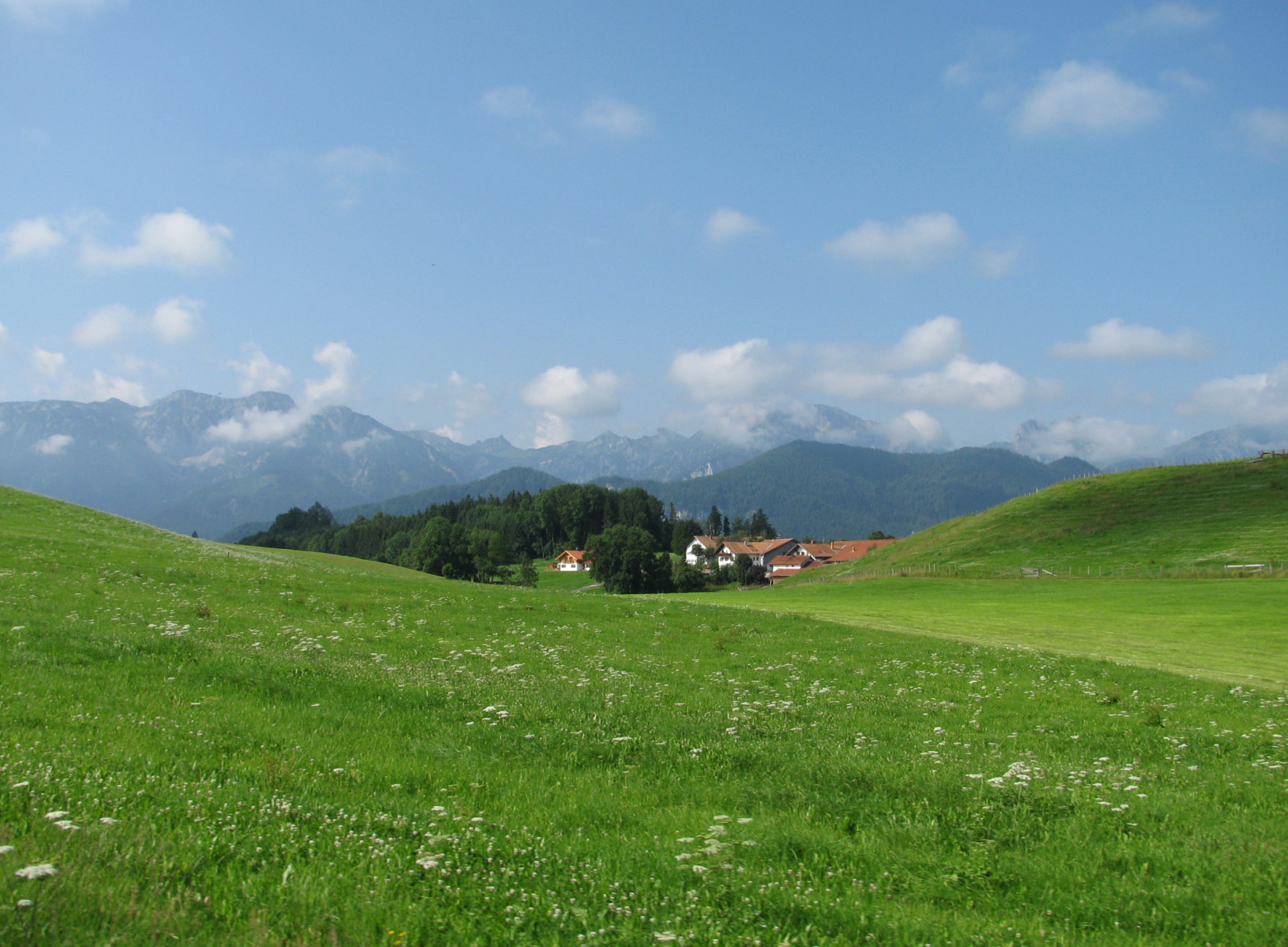
Allgäuer Voralpenlandschaft

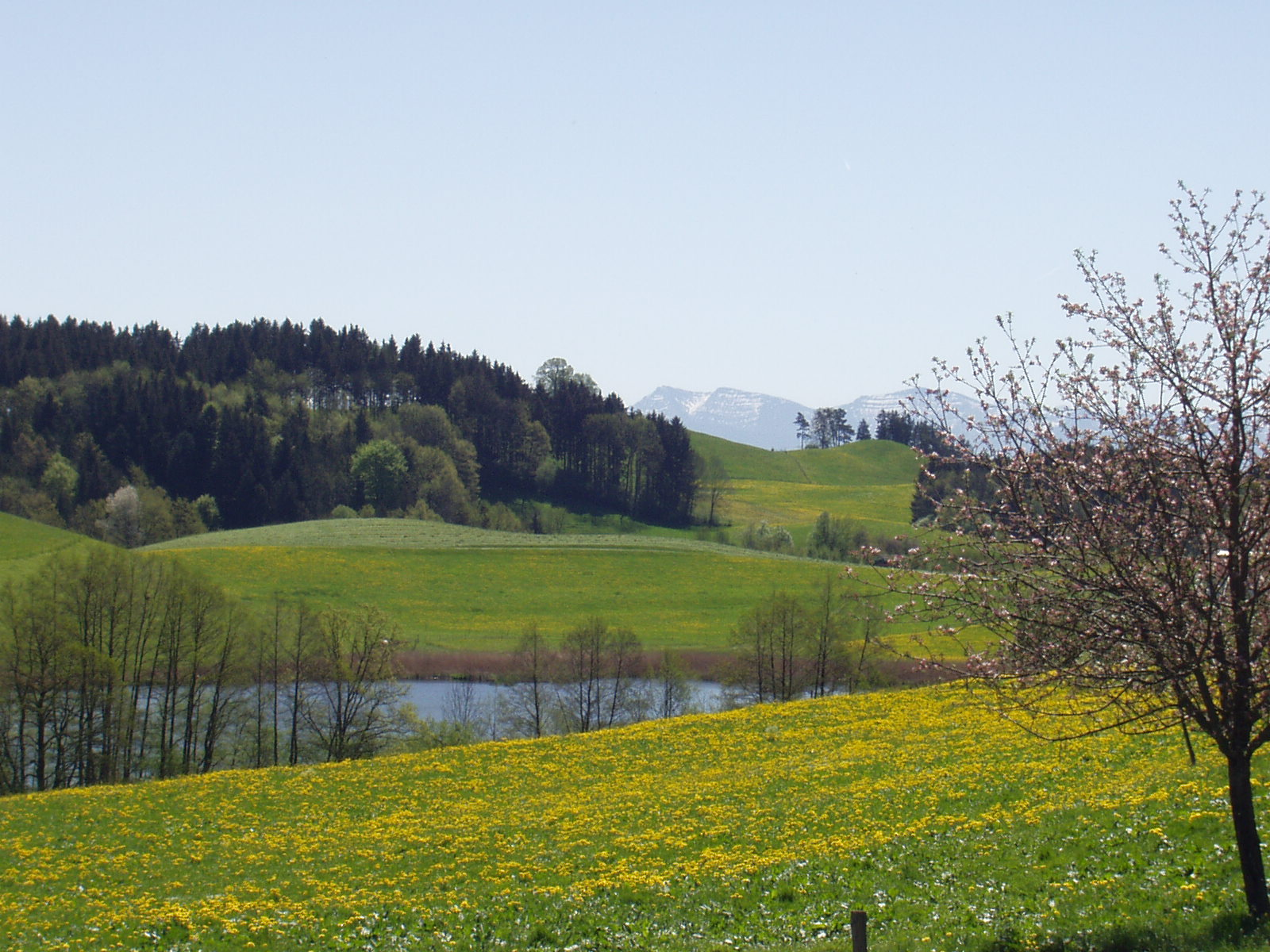
Typische Allgäuer Voralpenlandschaft: Siggenhauser Weiher bei Amtzell

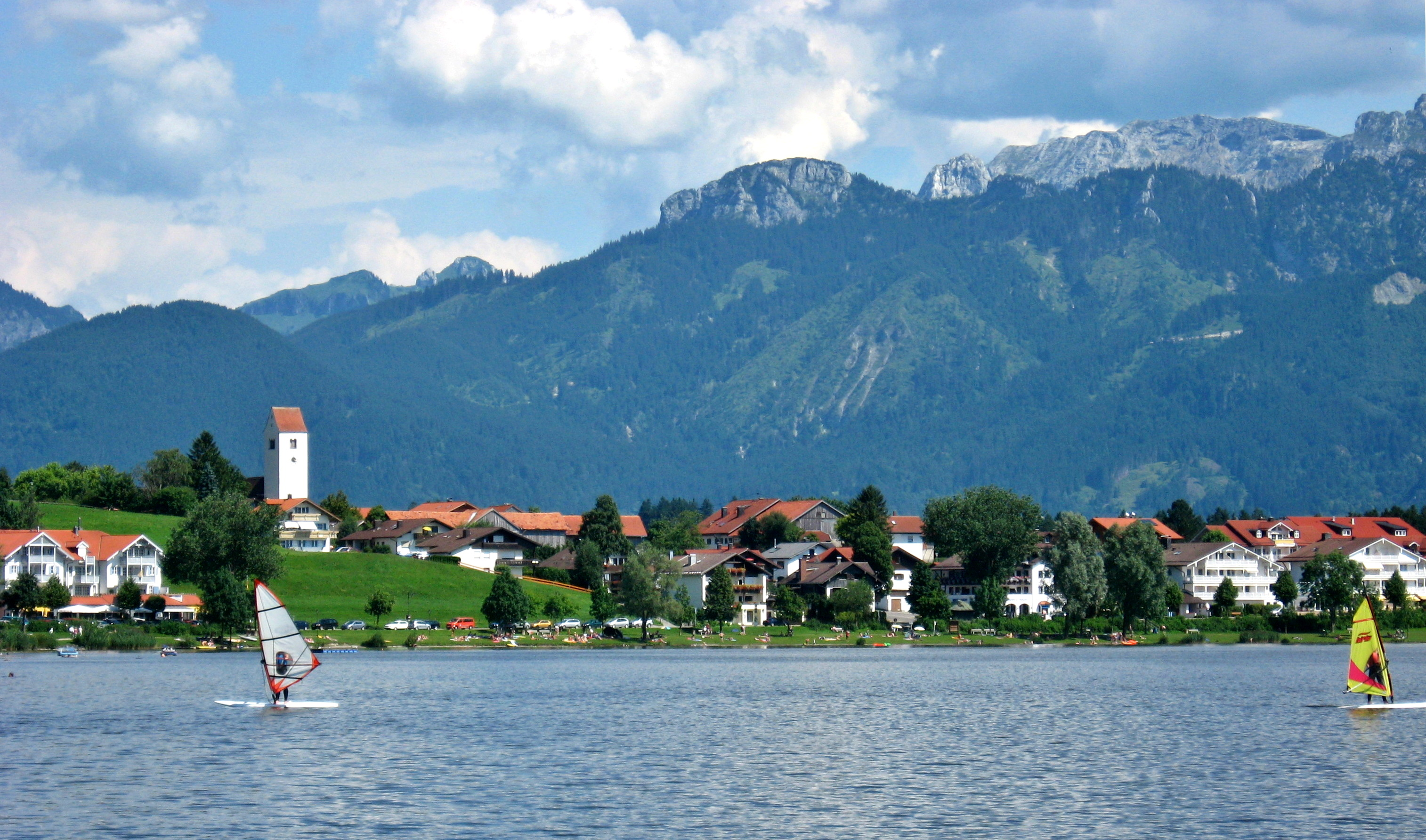
Hopfen am See als Beispiel für einen vom Tourismus geprägten Ort

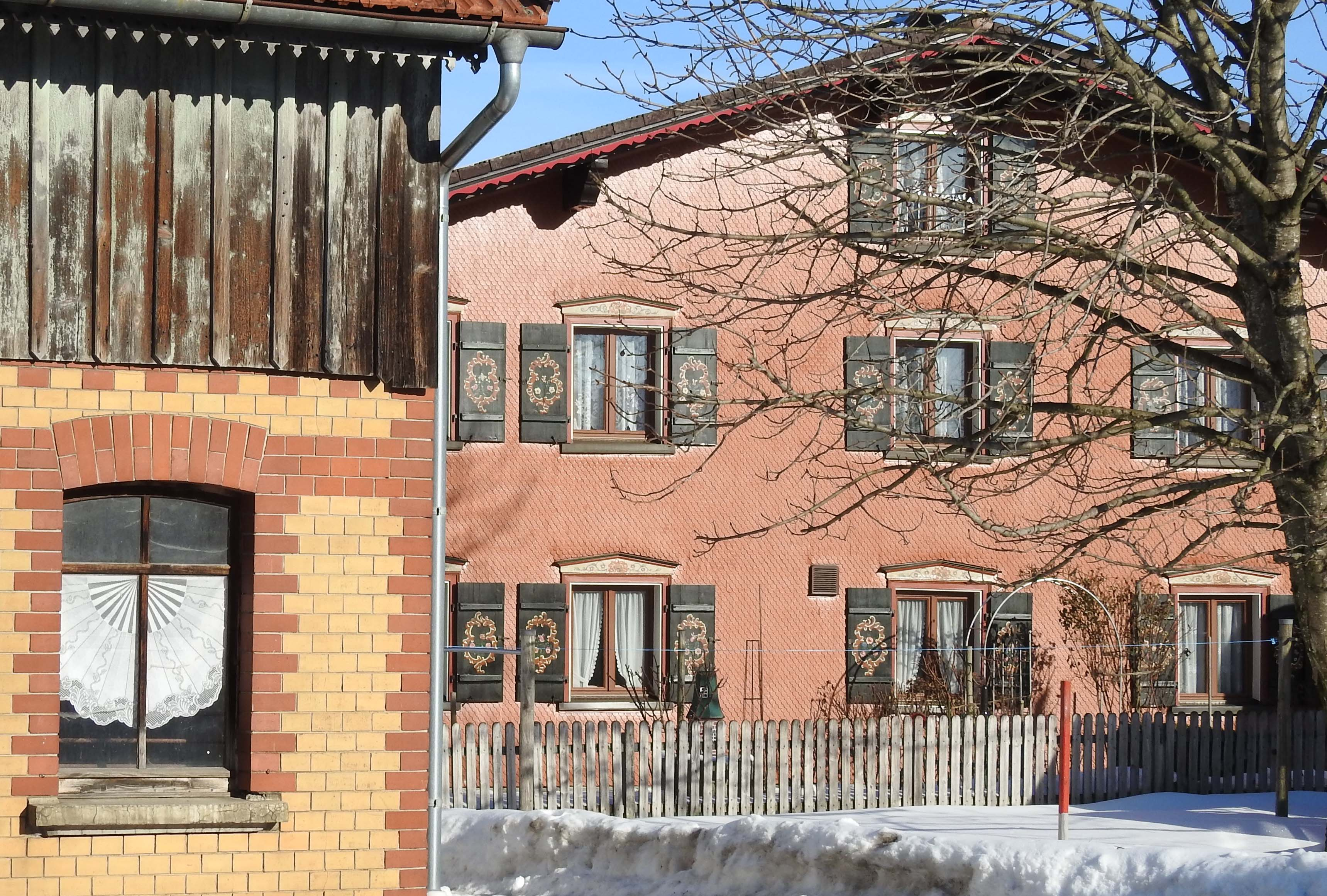
Allgäuer Bauernhaus in Christazhofen, Lkr. Ravensburg

Das Allgäu ist eine mit den Alpen im Zusammenhang stehende Landschaft in Deutschland mit kulturellen und sprachlichen Eigenheiten. Häufig wird das Allgäu auch als Region wahrgenommen. Es lässt sich geografisch schwierig eingrenzen, besteht aber in allen Fällen aus dem südlichsten Teil des bayerischen Regierungsbezirks Schwaben. Neben dem alpinen Allgäu gehören auch geringe Teile des Voralpenraums zum Allgäu. So bilden der bayerische Landkreis Oberallgäu und die südlichen Teile des Landkreises Ostallgäu den Kern des Allgäus. Teile des baden-württembergischen Landkreises Ravensburg zusammen mit Teilen des bayerischen Landkreises Lindau gehören als Westallgäu dazu. Das ursprüngliche Allgäu erstreckt sich als schmaler Streifen südlich von Kempten zwischen Scheidegg, Oberstaufen über Immenstadt, Sonthofen und Oberstdorf nach Bad Hindelang. Der westlichste Teil des Allgäus gehört zu Baden-Württemberg, das sogenannte Württembergische Allgäu. Hierzu gehören die Orte Kißlegg, Wangen, Leutkirch, Argenbühl und Isny, die auch dem Westallgäu zugeordnet werden.
Während das Allgäu zu Deutschland gehört, liegen die Allgäuer Alpen als südliche Grenze des Allgäus etwa zur Hälfte auf österreichischem Gebiet. Seit den 1970er Jahren wird der Name „Allgäu“ sukzessive für eine Vermarktung verwendet, womit nicht in der Region gelegene Orte als „im Allgäu“ verortet beworben werden. Insgesamt aber verschob sich die vermarktete Grenze des Allgäus als Tor zum Allgäu um 2005 von Kaufbeuren nach Buchloe. Teilweise wird das Allgäu als geografische Teilregion Oberschwabens gesehen.

## Etymologie
Nach einer Theorie steckt im Vorderglied des Namens Allgäu althochdeutsch alb „Berg, Bergwiese“; das Hinterglied ist mittelhochdeutschen göu „Gau, Landschaft, Gegend“, wobei die Etymologie von Gau, Gäu unsicher ist (siehe Gau#Etymologie). Eine andere These geht davon aus, dass mit gäu nicht der Gau gemeint ist, sondern dass die zweite Silbe von Ge-Äu kommt, also für mehrere Auen steht (analog wie mehrere Berge ein Gebirge bilden). In diesem Fall wäre die Bedeutung etwa bergige Landschaft mit viel Wasser und Wiesen bzw. Auen.
Allgovia bzw. Algovia ist die latinisierte Form des Wortes Allgäu.
Neuere Namensschöpfungen sind die Landkreise Oberallgäu, Ostallgäu und Unterallgäu, deren Benennung aus verwaltungstechnischen und touristischen Gründen erfolgte.

## Geographie

### Ausdehnung und Abgrenzung des Allgäus

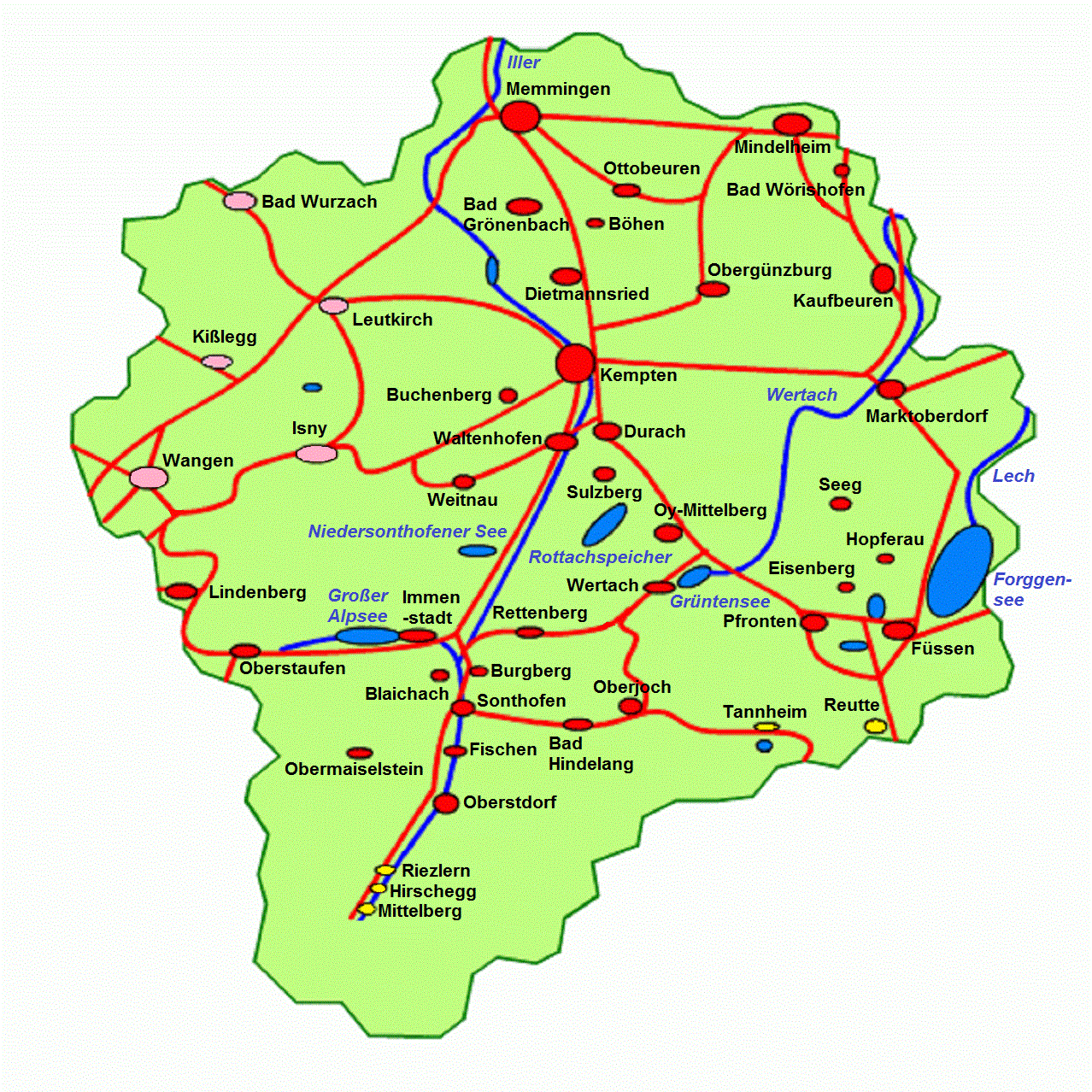
Heutige Tourismusdefinition der Urlaubsregion Allgäu

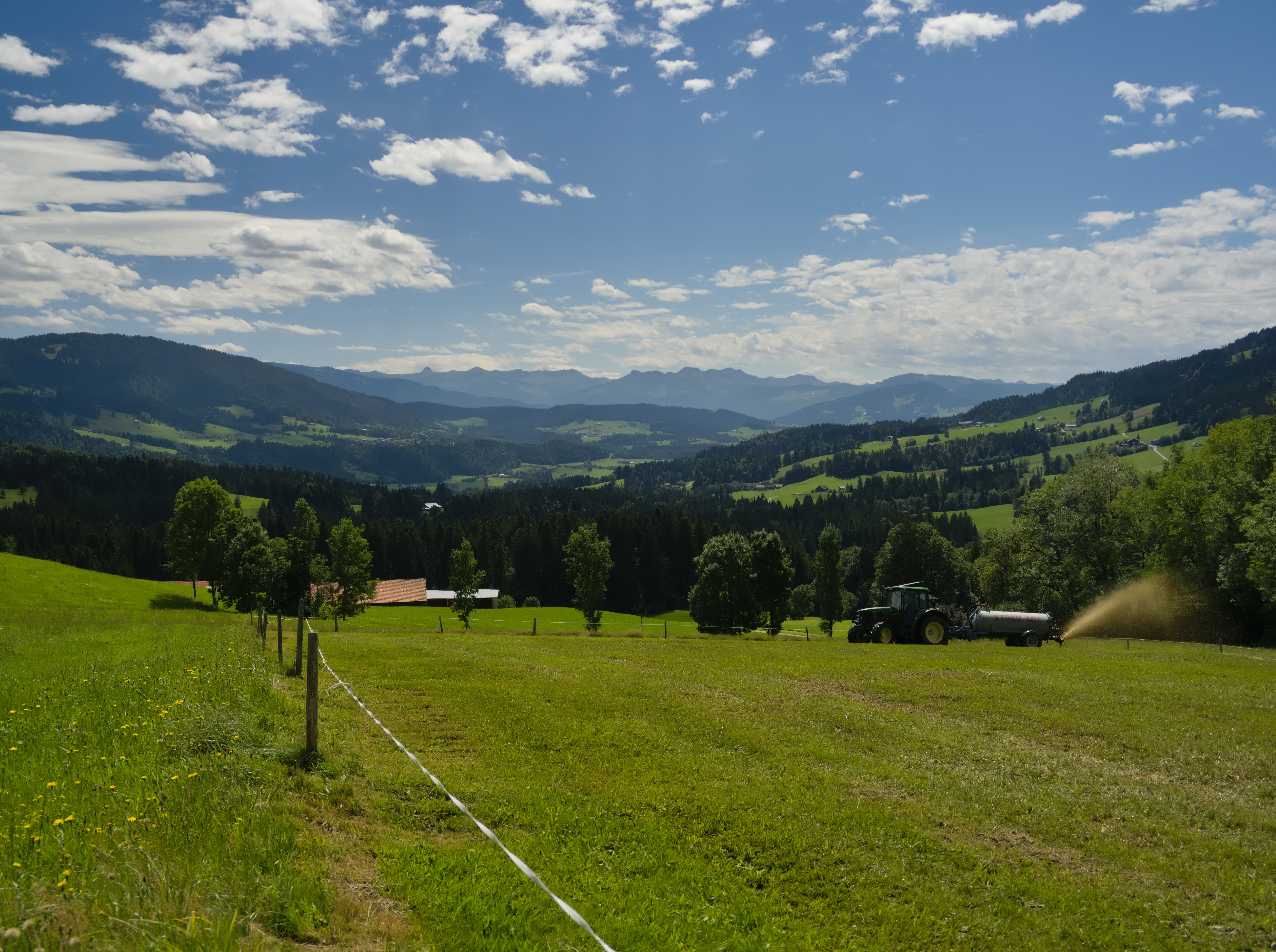
Allgäuer Voralpenlandschaft in der Nähe von Oberstaufen. Im Hintergrund das Tal von Weißach und die Vorarlberger Berge.

Das Allgäu wird teilweise als Landschaft Oberschwabens gesehen und hat keine streng definierte geografische Begrenzung, oft geht es fließend in die benachbarten Landschaften über. Die Bedeutung des Wortes Allgäu unterliegt einer Wandlung bis in die Gegenwart.

#### Identitätsstiftung
Wissenschaftliche Untersuchungen des Allgäu-Begriffs zeigten auf, dass die Landschaft Allgäu kein identitätsstiftender Raum ist und dass jede Identitätsstiftung stets durch staatliche Verwaltungsgliederungen geprägt ist, beispielsweise durch die Benennung von Landkreisen (Landkreis Unterallgäu in 1972) oder Städten (Wangen im Allgäu in 1936). Gesellschaftlich sahen sich bis in das 20. Jahrhundert hinein die Stadtbewohner nicht als Allgäuer, dies war ausschließlich den ärmlichen Menschen in der ländlich-bäuerlichen Landschaft vorbehalten.
Als identitätsstiftend für das Allgäu gilt die Milch- und Käsewirtschaft: Diese war traditionell im Süden mit der Grünlandwirtschaft vorzufinden, da die lehmig-kiesigen Böden dort für den Anbau nicht ertragreich genug waren. Ertragreiche Böden für den Anbau von Getreide gab es um Memmingen (auch bekannt als die Kornkammer Oberschwabens), Wangen, Ravensburg. Orte, die erst seit dem 20. Jahrhundert dem Allgäu durch Landkreis- und Ortsbenennungen nach einer Phase der Eingewöhnung hinzugerechnet werden. In diesen ehemaligen Reichsstädten gab es durch den Getreideanbau, besseren Verkehrsanbindung und der klimabedingten einfacheren Lebensbedingungen auch mehr Reichtum als in den vergleichsweise armen Reichsstädten wie in Kempten oder dem Grenzfall Kaufbeuren.
Als weiterer Faktor für die Identitätsstiftung gilt der Tourismus, insbesondere in Form des Alpinismus. So wird die Landschaft Allgäu wegen der Berglandschaft aufgesucht. Eine erste Ausbreitung dieses Gebiets kam mit der Eisenbahn ab 1853 (Oberstaufen) sowie ab 1888 (Oberstdorf): Es konnten mehr Touristen in die Landschaft gelangen. Die Reisezeiten wurden im Vergleich zu vorigen, eher der wohlhabenden Schicht vorbehaltenen Transportmitteln mit der Kutsche oder auf dem Pferd, deutlich verkürzt. Da es in den alpinen Kernorten kaum Beherbergungsmöglichkeiten gab, wurden Beherbergungen außerhalb des Kerngebiets aufgesucht. Dieses Potenzial wurde in den touristischen Gebieten erkannt, als Hausbesitzer anfingen, Gästezimmer zu vermieten. Eine weitere Entwicklungsstufe war die Spezialisierung einzelner Orte als Kurort im späten 19. Jahrhundert bis in die erste Hälfte des 20. Jahrhunderts zur Anlockung von Gästen, da ansonsten in flachen Landschaften vor dem alpinen Allgäu wenig geboten wurde. Ab den 1950ern entwickelten sich als Spezialisierung Einrichtungen wie Saunen und Bäder im zunehmenden Gesundheitstourismus mit Hotels, um auch Gäste außerhalb des Alpinismus anzusprechen, aber von diesem Gästestrom zu profitieren. Dieses Konzept übernahmen dann auch Orte außerhalb der Kernzone. Um hiervon zu profitieren, übernahmen im Laufe der Jahrzehnte immer mehr Gemeinden die Zugehörigkeit zum Allgäu, obwohl sie sich davor noch in touristischen Netzwerken wie der Oberschwäbischen Barockstraße oder Mühlenstraße Oberschwaben organisiert und entsprechende Postkarten herausgegeben hatten.

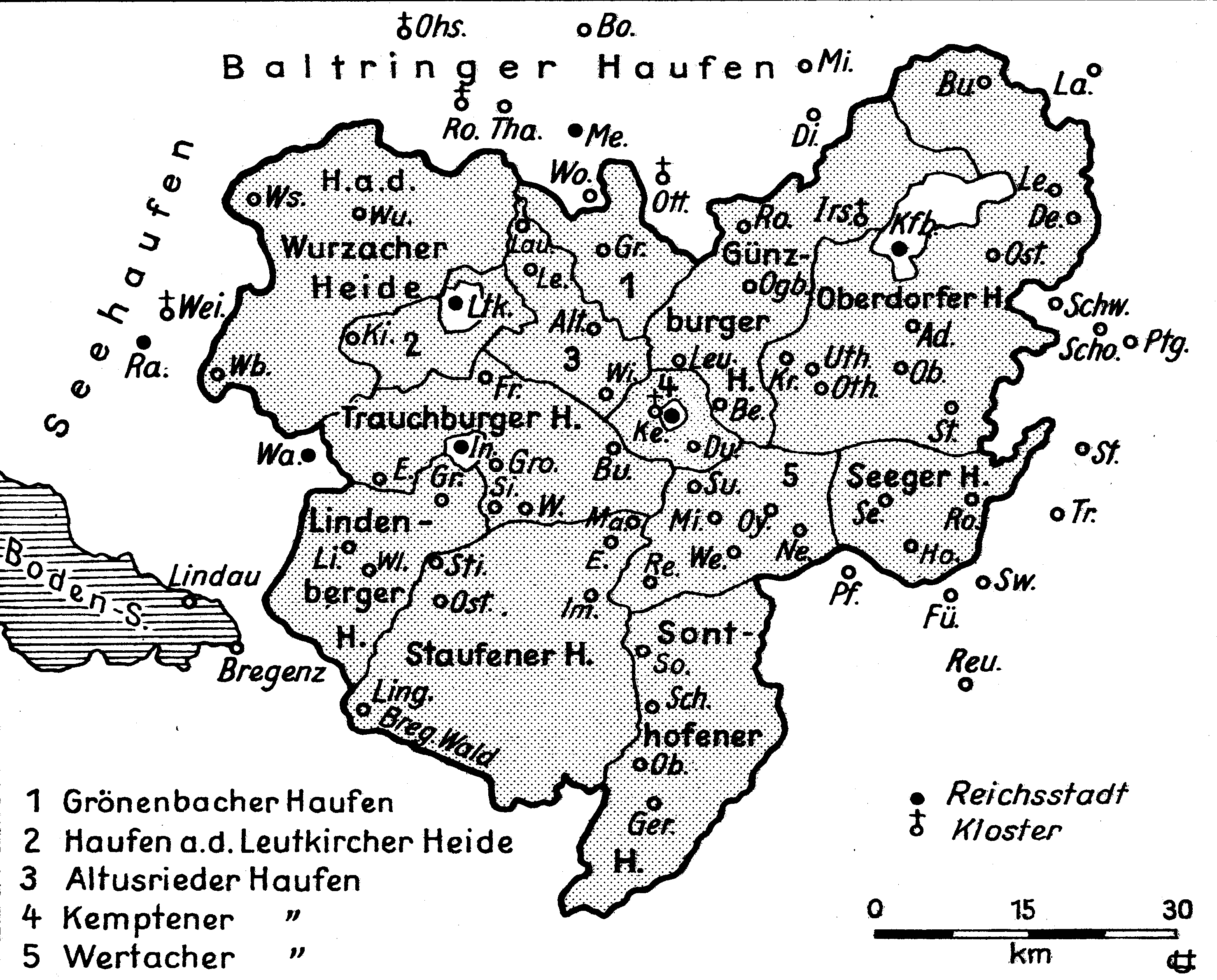
Allgäuer Haufen im Deutschen Bauernkrieg (1525): Die Untertanen des Fürststifts Kempten, welches ein weites Einflussgebiet hat, organisieren sich im Widerstand insbesondere gegen das mächtige Fürststift
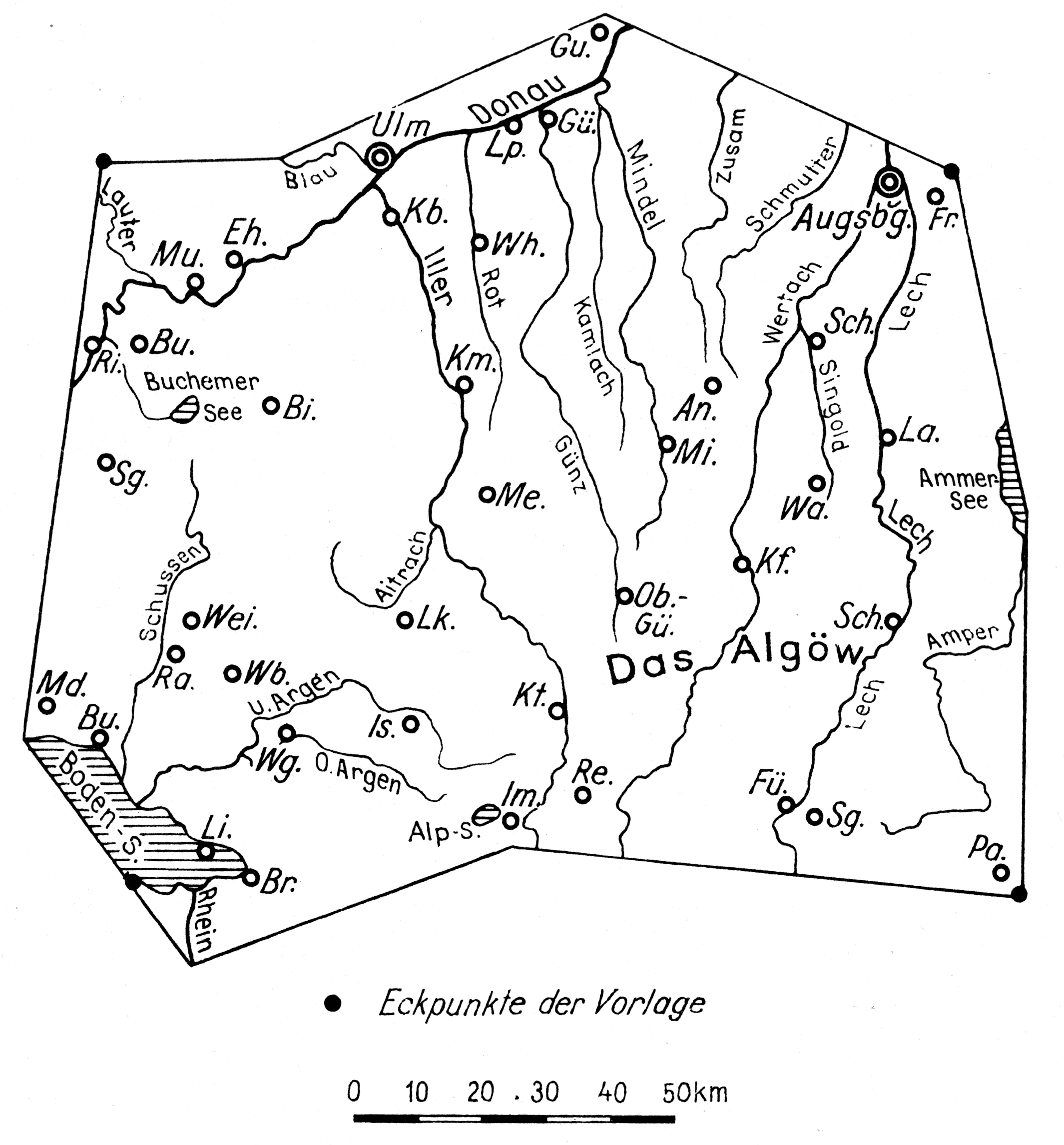
Das Algöw nach Sebastian Münster (1541): Seine Beschreibung des Allgäus ist in vielen Teilen unverständlich und ortsfremd. Sebastian Münster war auf Informationen von fremder Hand angewiesen und kannte die Landschaft nicht
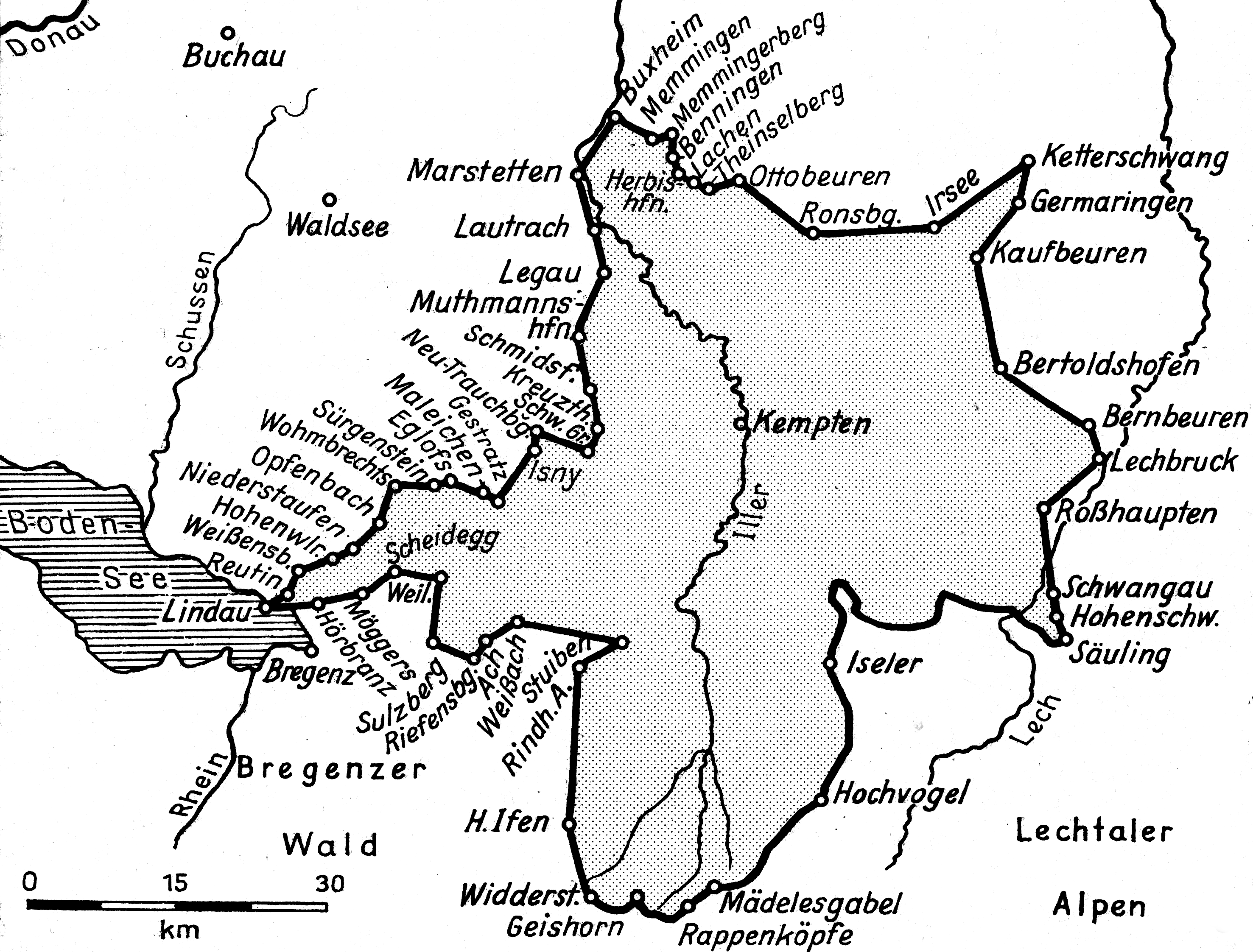
Kombinierte Karte mit weiteren Landschaften anhand des Buches Wegweiser für Wanderer im Algäu, Lechthale und Bregenzerwalde von Philipp Jakob Karrer (1847)
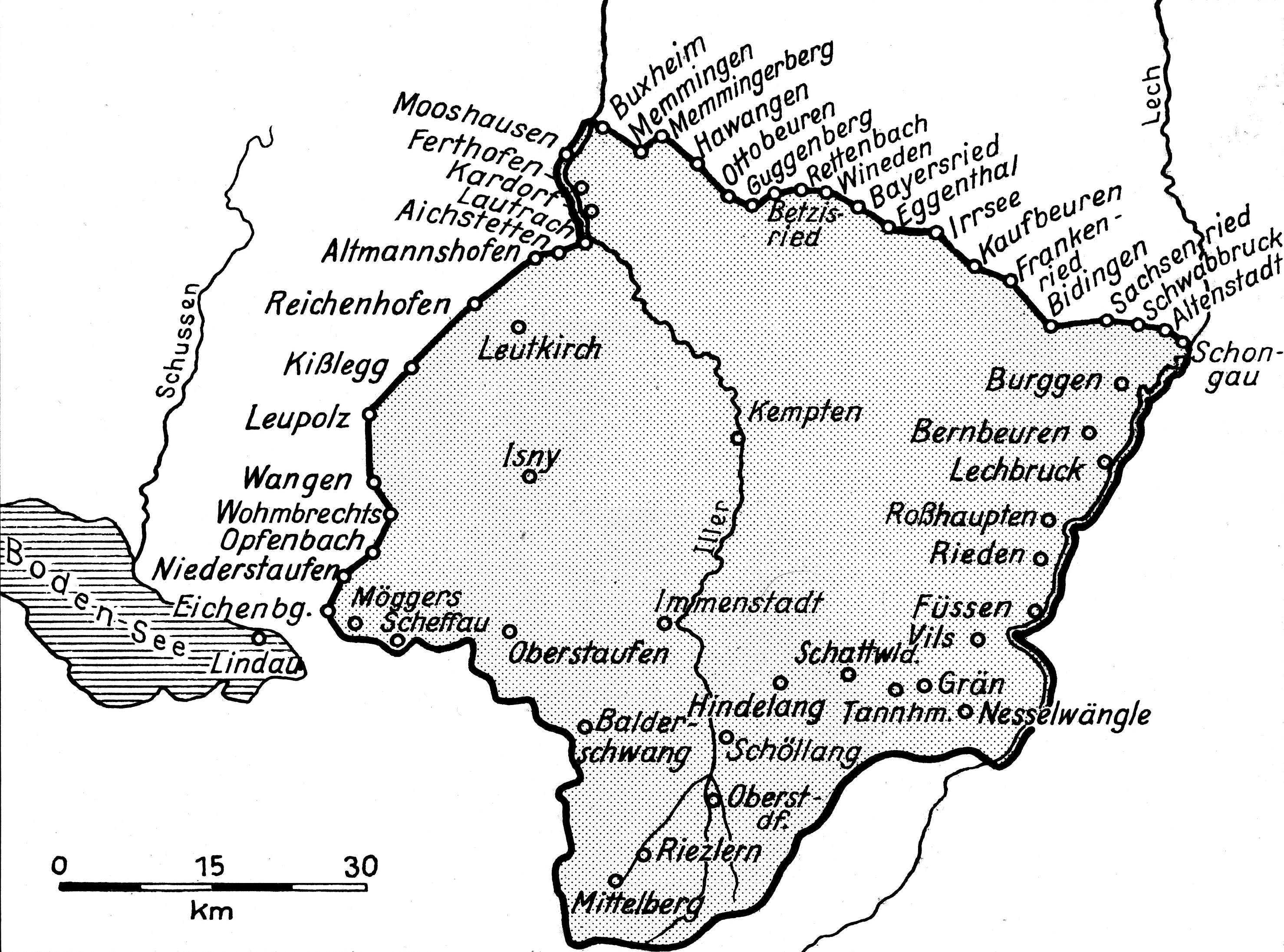
Allgäu-Definition nach Franz Ludwig Baumann (1883) mit Anpassungen durch Otto Merkt (1936): Bei Baumann diente die großzügige Linienführung zur inhaltlichen Eingrenzung seiner Bücher, Otto Merkt strebte wiederum Kempten als Hauptstadt und Zentrum des Allgäus an, weshalb es nicht am nördlichen Rand liegen sollte.

#### Historische Entwicklung

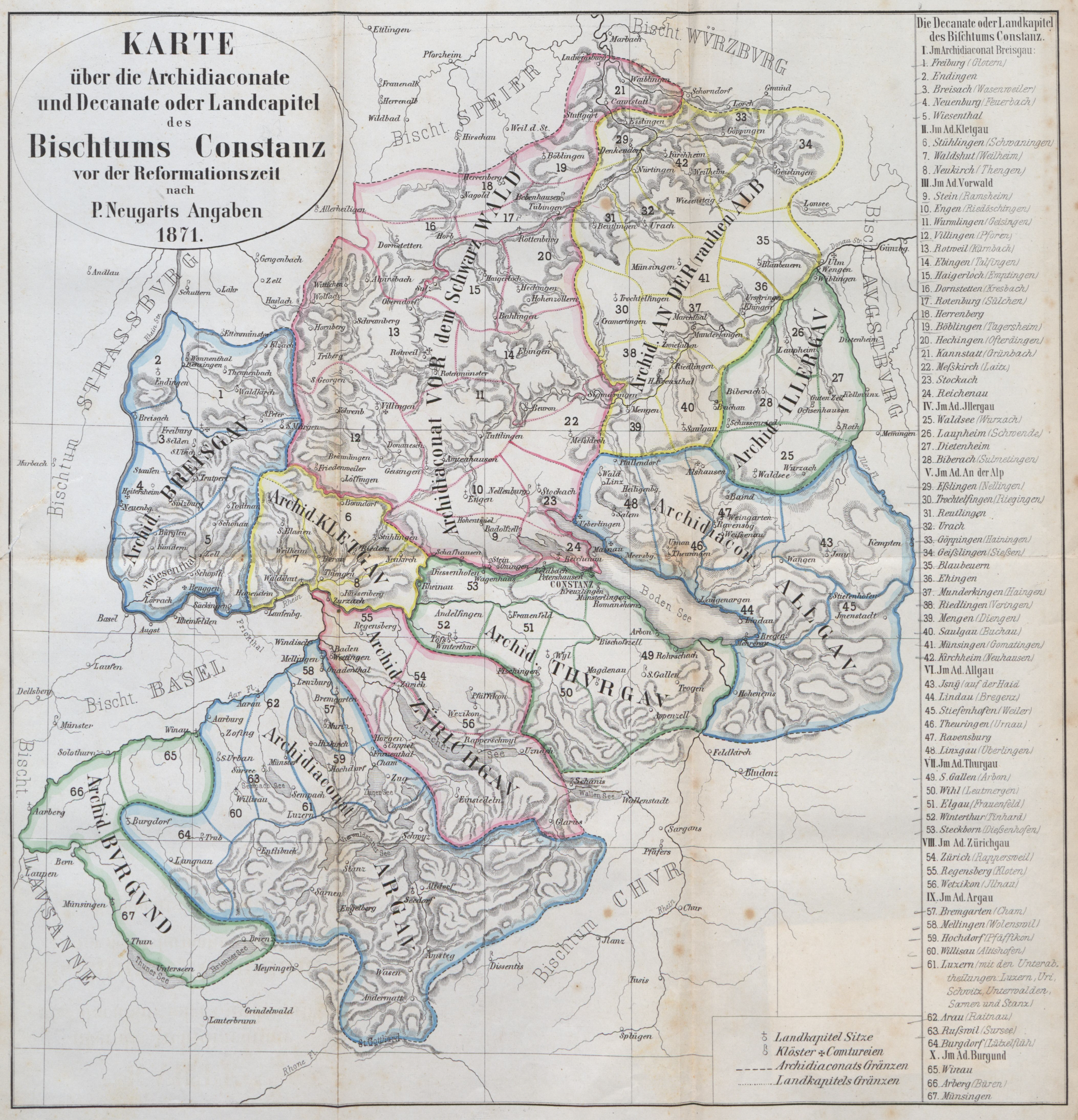
Darstellung des auf Verwaltungsebene geschaffenen Archidiakonats Allgäu als Teil des Bistums Konstanz vor der Reformationszeit. Es geht weit hinaus in den Westen bis nach Überlingen am Bodensee.

Das Urallgäu bezeichnet den Bereich des ehemaligen Alpgaues. Es war auch gleichzeitig die geringste Ausdehnung des Landschaftsbegriffs mit den Grenzorten Scheidegg, Lindenberg, Wolfertshofen im Westen, Wiederhofen und Niedersonthofen im Norden, Humminfurt, Greggenhofen und Hindelang im Osten sowie Oberstdorf im Süden.
Die größte Ausdehnung erfuhr der Name Allgäu nach dem Bauernkrieg Anfang des 16. Jahrhunderts, als das gesamte Oberschwaben als Allgäu tituliert wurde und Städte wie Ulm, Laupheim und Ehingen als nördliche Grenze des Allgäus angesehen wurden. Im Westen wurde zu jener Zeit das Linzgau mit Pfullendorf und Überlingen zum Allgäu gezählt.
Heute wird das Allgäu überwiegend als die Region angesehen, die die Allgäu GmbH als Gesellschaft für Tourismus und Wirtschaftsstandort einschließt. Hierbei wird vor allem im Süden der Landkreis Oberallgäu und Landkreis Lindau (Bodensee), der Norden durch den Landkreis Unterallgäu in Bayern und Teile des Landkreises Ravensburg in Baden-Württemberg, der Osten durch den Landkreis Ostallgäu und der Westen durch Teile des Landkreises Lindau und Ravensburg als Grenze angesehen. Meist wird aus Gründen einer angenommenen touristischen Attraktivitätssteigerung mit Bezeichnung Allgäu die Zugehörigkeit recht großzügig ausgelegt. Das Allgäu stellt gegenwärtig mehr eine Marke für ein großes Gebiet als für eine kompakte gebirgige Landschaft dar.

#### Versuche einer Abgrenzung
Im Süden ist die Landschaft durch den Hauptkamm der Allgäuer Alpen relativ eindeutig abgegrenzt. Nach Osten stellt der Flusslauf des Lech im Wesentlichen die Grenze dar, wobei im südlichen Landkreis Ostallgäu (Alt-Landkreis Füssen) der Bereich etwas nach Osten zu den Ammergauer Alpen hin ausgedehnt ist.
Gelegentlich herrscht Uneinigkeit darüber, welche Orte im Randbereich noch zum Allgäu zu zählen sind. Allerdings war der Begriff des Allgäus im Laufe der Geschichte nie statisch, sondern unterlag Wandlungen.

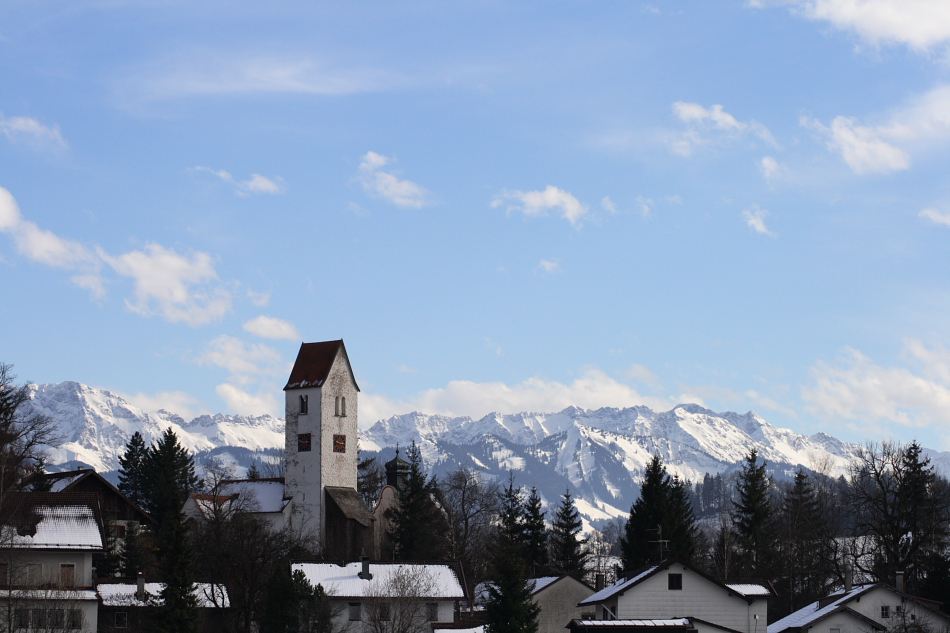
Immenstadt, Rauhenzell im Allgäu

#### Moderne Landkreise seit 1972/1973: „Unterallgäu“
Mit der Gebietsreform von 1972/73 entstanden die Landkreise Ostallgäu (ehemals Landkreise Kaufbeuren, Marktoberdorf und Füssen), Oberallgäu (ehemals Landkreise Kempten (Allgäu) und Sonthofen) und Unterallgäu (ehemals Landkreise Memmingen und Mindelheim sowie Teile der Landkreise Illertissen, Krumbach (Schwaben) und Kaufbeuren). Die Ausdehnung des Unterallgäus ist aber nicht mit dem Landkreis Unterallgäu gleichzusetzen. Im historischen Sinn wird das Unterland als der Bereich zwischen Immenstadt und Dietmannsried gemeint, der Landkreis reicht jedoch weit in das mittelschwäbische Gebiet hinein. So liegen nur etwa 2 Prozent des Landkreisgebiets auf Allgäuer Gebiet. Der Begriff Unterallgäu ist erst mit der Schaffung des neuen Landkreises Unterallgäu für diese Region erfunden worden.
Die Städte Memmingen, Mindelheim sowie der Markt Ottobeuren werden erst seit einigen Jahrzehnten über die sogenannte Heuschreckengrenze durch den Heimatpfleger Alfred Weitnauer dem Allgäu zugerechnet. Er plädierte für die Zugehörigkeit, während in der älteren Literatur und bei Allgäuforscher Otto Merkt davon nicht die Rede ist. Die früher zum Illergau, dann zu Oberschwaben gehörenden Orte bezeichnen sich vor allem aus touristischen Gründen mit dem Titel im Allgäu. Diese Zugehörigkeit kann an den für Oberschwaben typischen Bauwerken (z. B. Bauernhöfen) und der Sprache gesehen werden.
Im Weingartener Vertrag wird das Niedere Allgäu für den Bereich um Wangen gebraucht. Dagegen können zum Ostallgäu auch westlich des Lechs gelegene, sprachlich klar dem allgäuerischen Dialektbereich zuzuordnende Orte des oberbayerischen Landkreis Weilheim-Schongau gezählt werden, und dem Oberallgäu werden Gebiete aus den angrenzenden österreichischen Bundesländern Vorarlberg und Tirol zugerechnet wie das Kleine Walsertal, die Tiroler Exklave Jungholz und das Tannheimer Tal. Die Auffassung, dass dem Allgäu auch österreichische Gebiete angehören, ist jedoch umstritten.
Oft werden mit den Teilregionen nicht bestimmte Landkreise gemeint, sondern unscharf abgegrenzte, ineinander übergehende landschaftliche Bereiche. In dieser Hinsicht wird mit Oberallgäu je nach Zusammenhang entweder nur das Gebiet der Allgäuer Alpen mit dem unmittelbaren Vorland verstanden, das etwa im ehemaligen Landkreis Sonthofen gelegen ist, oder aber sich bis zur Gegend etwas nördlich von Kempten ausdehnt. Das nördlich von Kempten sich anschließende Hügelland wird heute als das Unterallgäu bezeichnet. Das im Osten des Allgäus an Oberbayern angrenzende Alpenvorland, etwa im Bereich der Flüsse Wertach und Lech, wird Ostallgäu genannt.
Das Westallgäu gehört zum größeren Teil zu Baden-Württemberg (Württembergisches Allgäu). Es besteht aus Teilen des bayerischen Landkreises Lindau (Bodensee) sowie jenem Teil des württembergischen Landkreises Ravensburg, der bis zur baden-württembergischen Gebietsreform den Landkreis Wangen gebildet hatte.

### Geologie

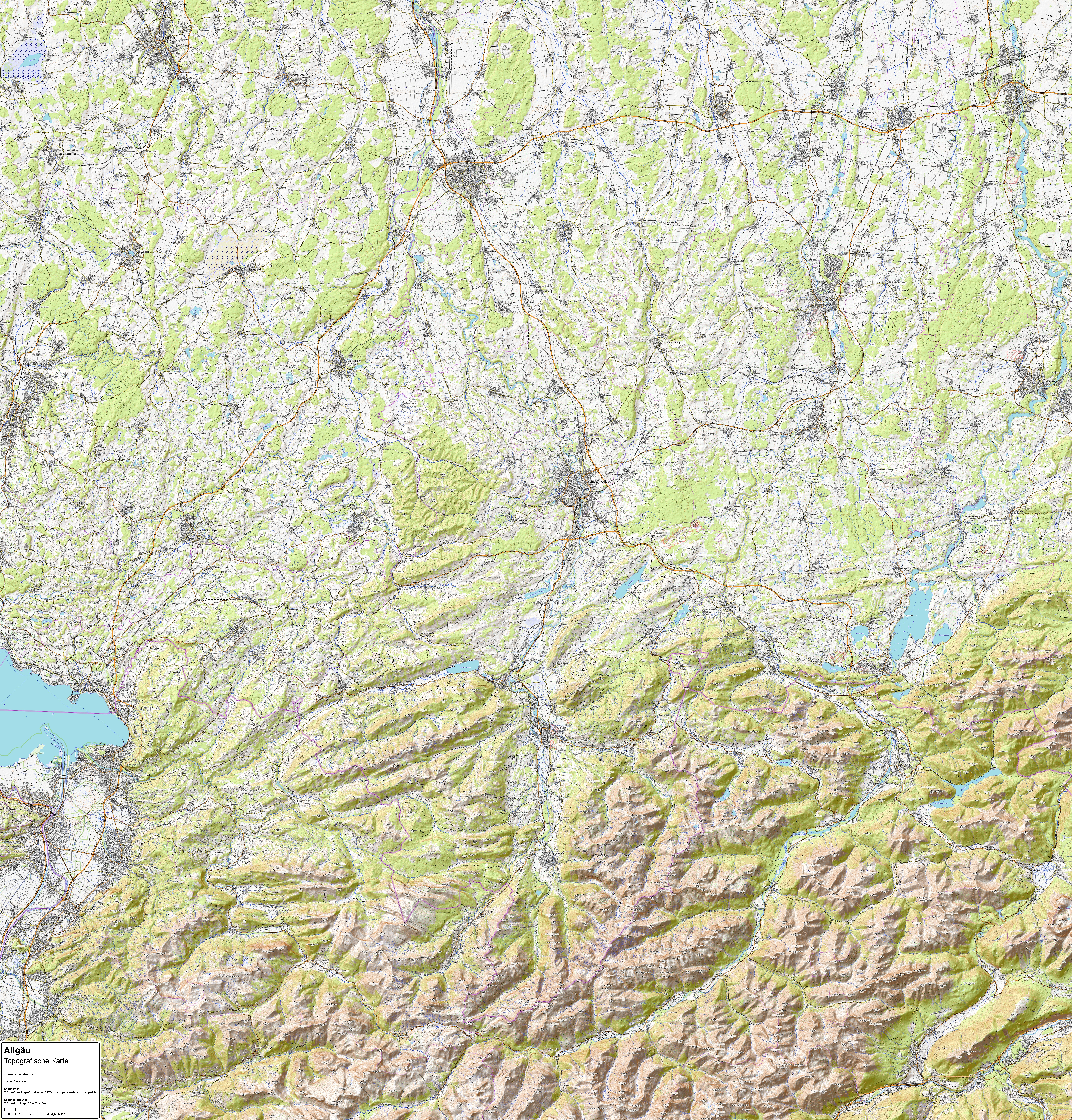
Topografische Karte des Allgäus

Die Allgäuer Berge und mit ihnen das gesamte Gebirge der Alpen sind Ausdruck eines Prozesses, der vor etwa 200 Millionen Jahren begann, als sich infolge plattentektonischer Kräfte im Erdmantel das Gebirge der Alpen aufzufalten begann und aus dem Urmeer Tethys der Meeresboden nach oben gedrückt wurde. Die Allgäuer Alpen sind aus unterschiedlichen Sedimentgesteinen aufgebaut, die sich überwiegend während des Erdmittelalters abgelagert haben.
Das Alpenvorland zwischen Lech und Bodensee ist dagegen ein von der letzten Eiszeit vor 20.000 Jahren geprägtes, aus Moränenwällen bestehendes Berg- und Hügelland. Dabei reichen die Moränenhügel des Lech-Gletschers bis in die Gegend des heutigen Kaufbeuren, die des Illergletschers bis zu einer Linie Legau–Bad Grönenbach–Obergünzburg und das Geschiebe des Rheingletschers bis in die Gegend von Leutkirch.
Ein Merkmal der Moränenlandschaft im Allgäu sind die in Mulden zurückgebliebenen Seen und Hochmoore sowie die besonders im Westallgäu anzutreffenden Tobel. Anzuführen wäre hier beispielsweise das Arrisrieder Moos bei Kißlegg, ein Hochmoorrest von beachtlicher Größe und der Eistobel in der Nähe von Isny.

### Gewässer
Durch das Allgäu erstreckt sich die europäische Hauptwasserscheide, das bedeutet, dass ein Teil der Fließgewässer über Bodensee und Rhein zur Nordsee hin abfließen und ein Teil über das Flusssystem der Donau zum Schwarzen Meer. Zu letzterem Teil gehören als Nebenflüsse der Donau die Flüsse Iller und Lech, sowie als Nebenfluss des Lech die Wertach. Durch das Westallgäu fließen die Obere Argen und Untere Argen, die in den Bodensee münden, ebenso die Leiblach und ihr Nebenbach Rickenbach, die beide jeweils im unteren Teil die Grenze zwischen Deutschland und Österreich bilden. Der Rickenbach ist berühmt wegen den Scheidegger Wasserfällen. Mehrere Gewässer fließen über die Bregenzer Ach in den Bodensee, die Rotach im Raum Lindenberg, die Weißach, die Bolgenach und der Rubach (Achbach).
Als Hinterlassenschaft der letzten Eiszeit gibt es im Allgäu zahlreiche kleine und größere Seen. Zu den bedeutenderen gehören der Große Alpsee bei Immenstadt und der Hopfensee im Ostallgäu. Daneben gibt es einige künstlich angelegte größere Seen, wie den durch das Wasser des Lech aufgestauten Forggensee, den Rottachsee und den Grüntensee.
Ferner befinden sich vor allem im Voralpenland und vereinzelt im Gebirge unzählige kleinere Seen und Weiher. Landschaftlich besonders reizvoll sind unter anderem der Weißensee, der Alatsee und der Niedersonthofener See, sowie als Staubecken der Eschacher Weiher und der Schwaltenweiher. Ebenfalls erwähnenswert ist die Seenplatte um Kißlegg mit u. a. dem Obersee, dem Holzmühlenweiher und vielen weiteren kleinen Seen und Weihern.

### Berge

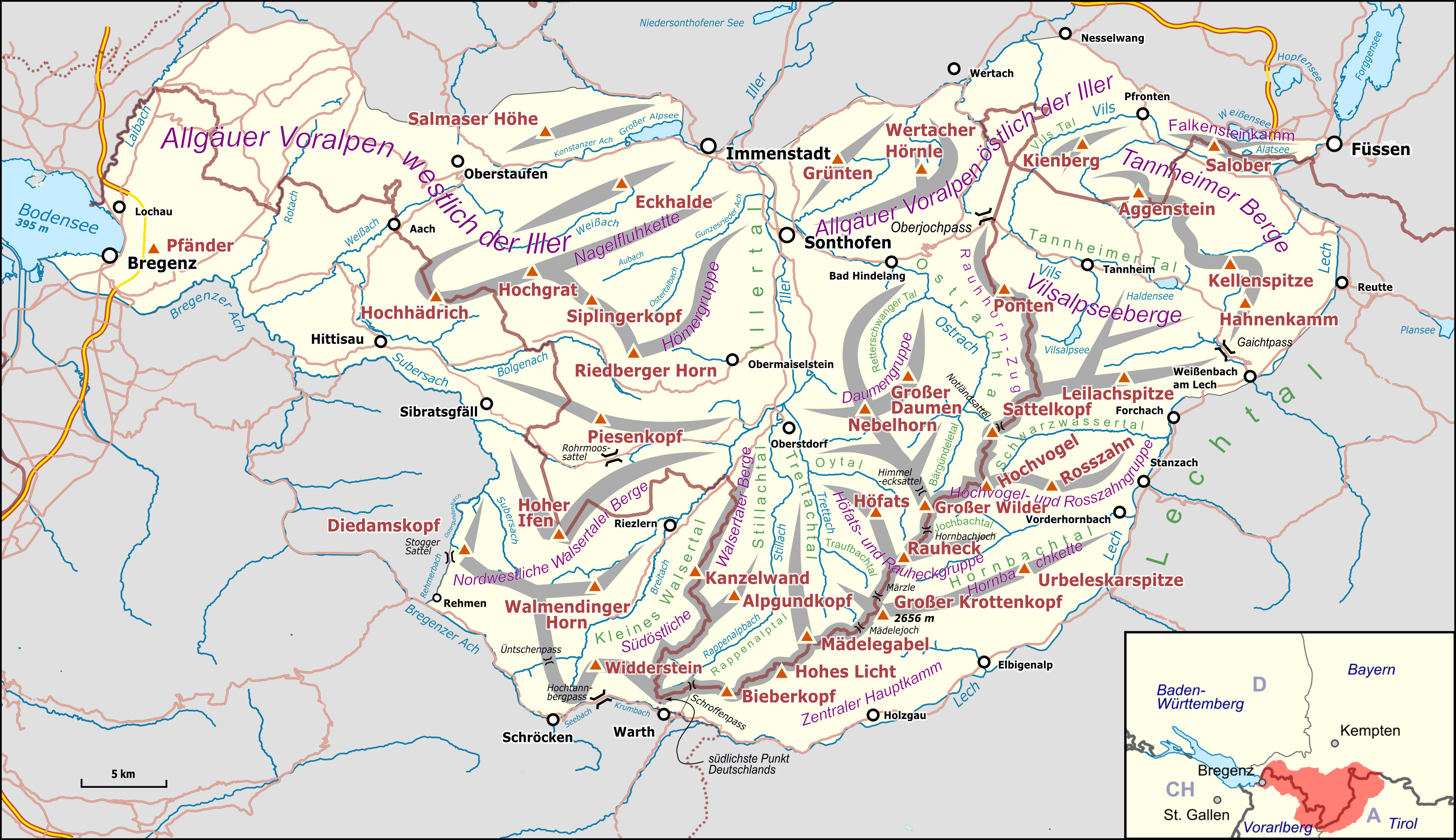
Übersichtskarte der Allgäuer Alpen

Im Süden ist das Allgäu alpin geprägt. Es besitzt den überwiegenden Anteil an der Gebirgsgruppe der Allgäuer Alpen, im südlichen Osten einen kleinen Anteil am Ammergebirge und im Westen am Bregenzerwald. Die höchsten Gipfel des Allgäus liegen im zentralen Hauptkamm der Allgäuer Alpen. In einem Seitenkamm, der Hornbachkette, die in Tiroler Gebiet hineinragt, befindet sich nahe der Grenze zu Bayern der höchste Berg der Allgäuer Alpen, der Große Krottenkopf mit 2657 Metern Höhe. Der zweithöchste Gipfel, ebenfalls in Tirol gelegen, ist das Hohe Licht mit 2652 Metern. Viele Berge des Hauptkamms befinden sich direkt auf der deutsch-österreichischen Grenze. So auch der dritthöchste Gipfel, die Hochfrottspitze, ein 2649 Meter hoher Felsberg, der gleichzeitig der höchste deutsche Gipfel der Allgäuer Alpen sowie Schwabens ist.
In den Allgäuer Alpen liegen viele besonders markante Gipfel. Zu ihnen gehören als vierthöchster Berg die Mädelegabel und die Trettachspitze, die zusammen mit der Hochfrottspitze das berühmte Dreigestirn am Allgäuer Hauptkamm bilden, sowie der Hochvogel, der Widderstein und der Hohe Ifen. Ebenfalls dazu gezählt werden die Höfats und der Schneck. Diese beiden Berge sind aufgrund ihrer Geologie einzigartig in den Ostalpen. Sie sind auch für ihren Reichtum an Gebirgsblumen bekannt.
Aufgrund der guten Erreichbarkeit durch die Seilbahn gehört das Nebelhorn zu den bekannten Bergen des Allgäus. Es eignet sich als Ausgangspunkt für viele Bergtouren. Das Haldenwanger Eck in der Nähe des Biberkopfes markiert den südlichsten Punkt Deutschlands. Ein großer Bereich der Allgäuer Alpen gehört zu den Naturschutzgebieten Allgäuer Hochalpen und Hoher Ifen.
Bei Wanderern und Wintersportler sehr beliebt sind die Berge der Allgäuer Voralpen. Dazu gehören im Westen die Berge der Allgäuer Nagelfluh-Schichtkämme und im Osten der Grünten und das Wertacher Hörnle. Als Ausläufer der Alpen oder als Moränenhügel befinden sich im Alpenvorland des Allgäus zahlreiche mittelgebirgsartige Berge.

## Geschichte

### Frühgeschichte bis 8. Jahrhundert n. Chr.
Um 7000 vor Christus lebten Steinzeitmenschen im Allgäu, was durch Funde im Kleinwalsertal belegt ist. Etwa 500 vor Christus hat die keltische Besiedlung im Gebiet nördlich der Alpen begonnen. Dabei waren die keltischen Stämme (von den Römern Vindeliker – genauer Estionen und Likatier – genannt) von Westen her eingewandert.

Römische Provinzen

Etwa 15 vor Christus hatten die römischen Feldherrn Drusus und Tiberius die Kelten im Rahmen der Augusteischen Alpenfeldzüge auch im Gebiet des heutigen Allgäu unterworfen. Zudem wurde eine offene römische Marktsiedlung auf dem Lindenberg bei Kempten (Cambodunum) gegründet. Cambodunum wurde Garnisonsstadt. Das Allgäu gehörte zur römischen Provinz Rätien. Im Jahr 18 nach Christus erwähnte der griechische Geograf Strabon die Keltenstadt „Kambódounon“ (handschriftlicher Beleg: Kandobounon, wohl eine Verschreibung) nördlich der Alpen.
Im Jahr 233 durchbrachen die germanischen Alemannen und Sueben erstmals den Limes und besetzten das Land beiderseits des Rheins bis zu den Alpen. Dabei wurde die Römerstadt Cambodunum (Kempten) zerstört. Diese Stadt wurde von 259 bis 260 abermals zerstört. Im Jahr 488 verließen die letzten regulären römischen Truppen auf Befehl Odoakers die Region. Mit ihnen emigrierten viele romanische Siedler nach Italien. Die Alemannen nahmen deren Platz ein und siedelten sich an. Das Gebiet wurde in alemannische und suebische Gaue eingeteilt. 536 wurden die Alemannen von den Franken unterworfen.
752 kam es zur Gründung des Klosters Kempten unter dem ersten Abt Audogar, ab 773 förderte die alemannische Herzogstochter Hildegard gemeinsam mit ihrem Gemahl, dem Frankenkönig Karl dem Großen, das Kloster großzügig. 764 wurde das Benediktinerkloster Ottobeuren gegründet.

### Mittelalter bis 17. Jahrhundert

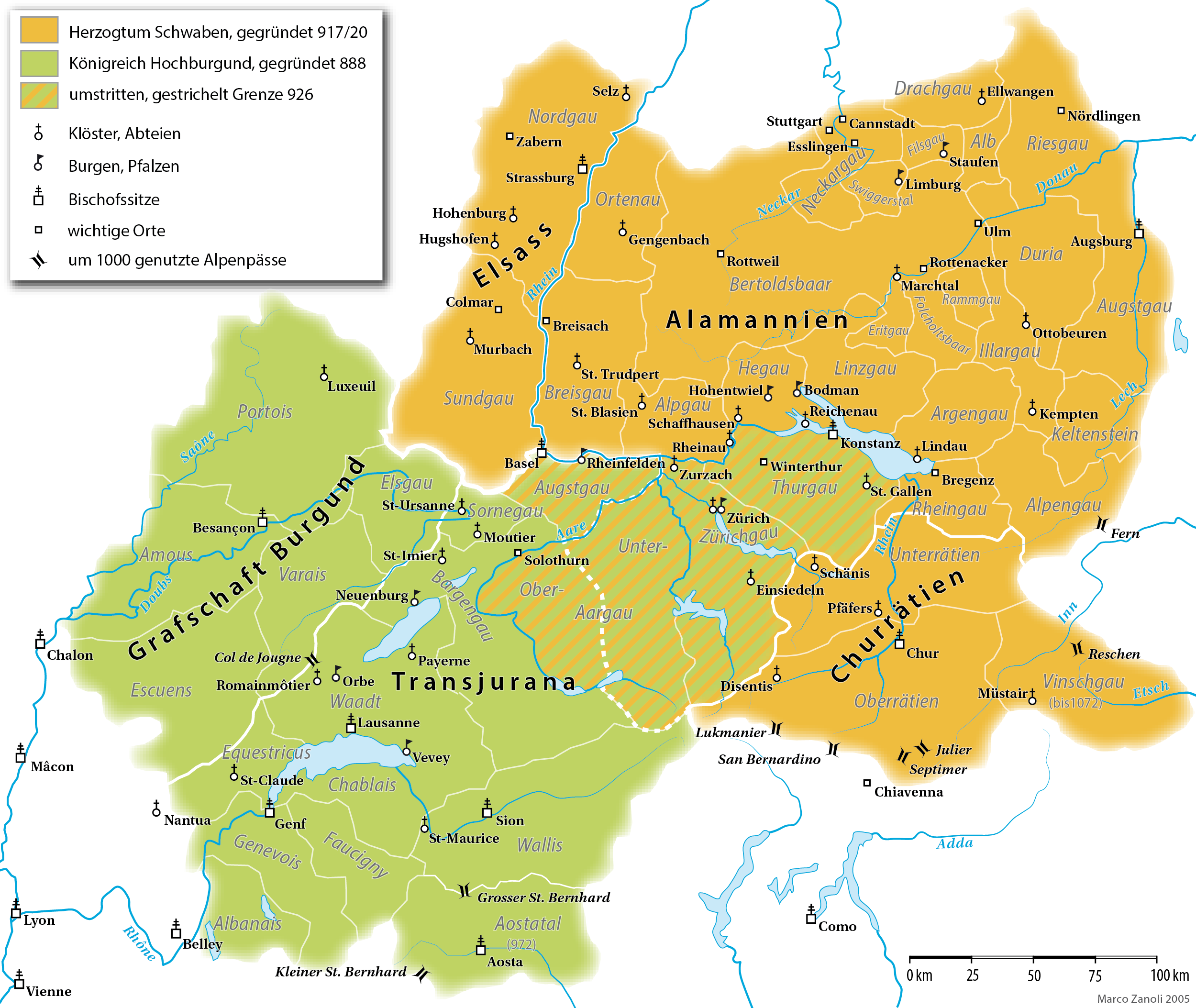
Rechts unten ist das ehemalige Albigauge/Allpengau/Allgäu im Herzogtum Schwaben zu sehen

Im Jahr 817 wurde das Allgäu in einer St. Gallener Urkunde zum ersten Mal urkundlich als „Albigauge“ (später „Albigoi“) zusammen mit dem Ort Zell erwähnt. 1079 wurden die Staufer Herzöge von Schwaben.
Im 13. Jahrhundert wurden Memmingen, Kaufbeuren und Kempten Reichsstädte.
1268 wurde auch Leutkirch eine Reichsstadt. Gleichzeitig begann mit dem Tod Konradins, des letzten Staufers, die territoriale Zersplitterung. Der Bischof von Augsburg, der Fürstabt von Kempten, mehrere Reichsstifte, Reichsstädte, Grafen und Ritter wurden Herren im Gebiet des heutigen Allgäu.
1348 wurde Wangen Reichsstadt; 1365 auch Isny. 1488 wurde der Schwäbische Bund als Vereinigung der schwäbischen Reichsstädte gegründet. 1496 fand der erste Reichstag in Lindau statt. Im Jahre 1500 wurde der Schwäbische Reichskreis, der siebte der zehn Reichskreise, der bis 1803 bestand, geschaffen. Die zahlreichen zersplitterten geistlichen und weltlichen Herrschaften im Allgäu gehörten entweder dem Schwäbischen oder dem Österreichischen Reichskreis an. 1525 brach der Bauernkrieg im Kemptener Gebiet aus, dessen geistiges Zentrum in Memmingen lag. Dort wurden die Forderungen der Bauern koordiniert, formuliert und als die Zwölf Artikel veröffentlicht; sie gelten als die erste Niederschrift von Menschenrechten in Europa. 1527 bekannten sich die Reichsstädte Kaufbeuren und Kempten zu Luthers Lehre.
1533 wurde der Schwäbische Bund aufgelöst. Gleichzeitig bekannte sich auch Memmingen zur lutherischen Lehre.
1543 gründeten die Mönche von Ottobeuren auf Veranlassung des Kemptener Fürstabts Wolfgang von Grünenstein eine eigene Universität (Academia Ottemburana).
Im Jahr 1555 wurde der Augsburger Religionsfriede geschlossen. Von 1618 bis 1648 brachte der Dreißigjährige Krieg Elend, Plünderung und Zerstörung auch über das Allgäu. 1632 besetzten schwedische Truppen das Fürststift Kempten und zerstörten Kloster und Kirche. Die Schweden erlitten 1634 die entscheidende Niederlage in der Schlacht bei Nördlingen. Von 1651 bis 1673 wurden die St.-Lorenz-Kirche und die Stiftsgebäude (Fürstäbtliche Residenz) nach länger dauernden Standortfragen in Kempten gebaut.

### 18. Jahrhundert bis zum Zweiten Weltkrieg

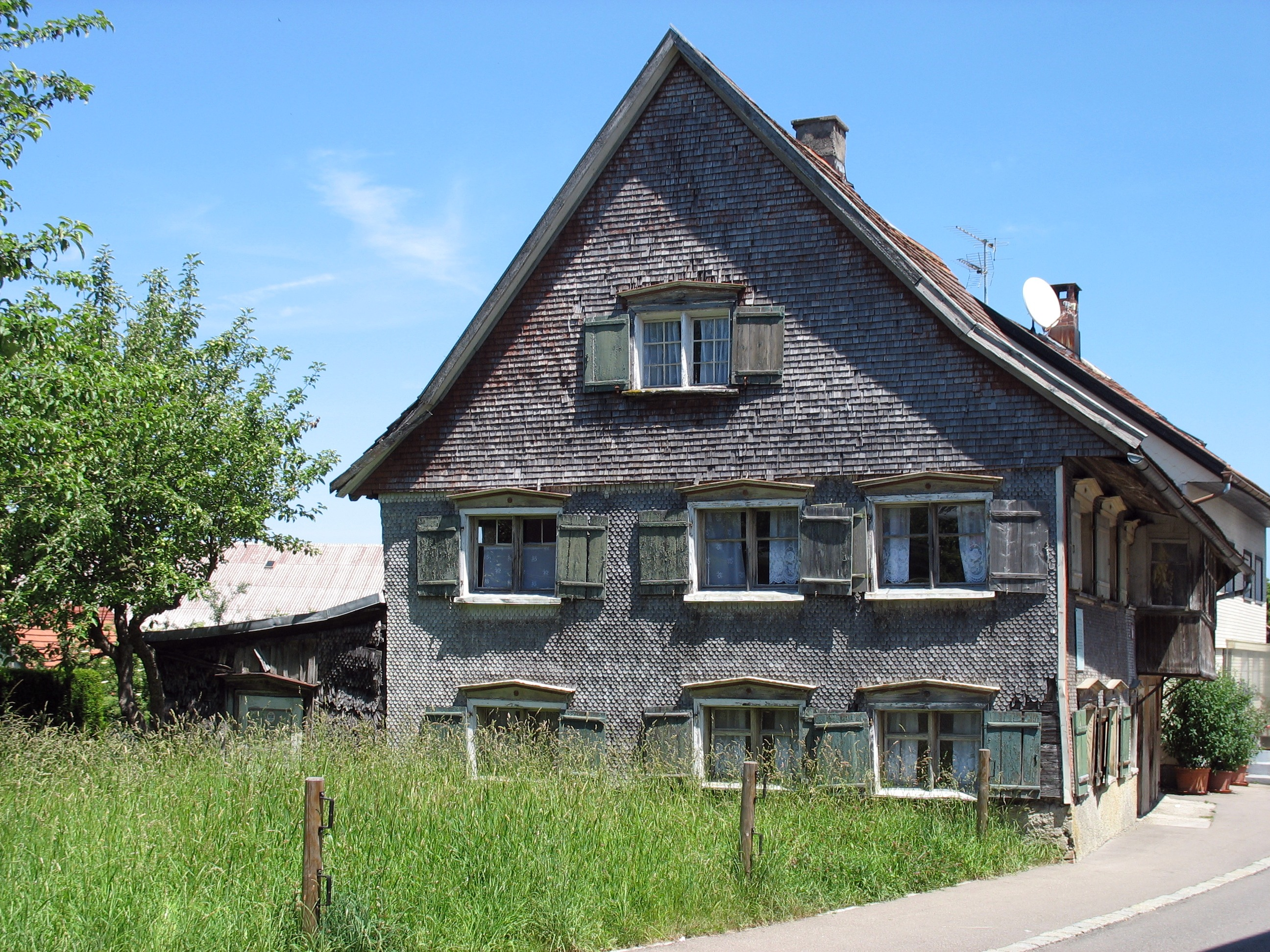
Altes Westallgäuer Haus in Lindenberg mit den typischen Holzschindeln

Von 1701 bis 1713/14 brachte der Spanische Erbfolgekrieg Belagerungen und Verwüstungen mit sich. In dieser Zeit wurde auch die Klosterkirche St. Mang in Füssen gebaut, die 1717 fertiggestellt wurde. 1704 erwarb Bayern die Herrschaft Mindelheim. 1711 begannen die Bauarbeiten an der Klosteranlage Ottobeuren, 1737 an deren Klosterkirche. 1742 wurden die Prunkräume in der Residenz zu Kempten vollendet. Gegen Ende des 18. Jahrhunderts erreichte die Vereinödung im Allgäu ihren Höhepunkt.
Im Jahr 1796 zog die französische Revolutionsarmee in Memmingen und Kempten ein. 1802 und 1803 erfolgte die Säkularisation.

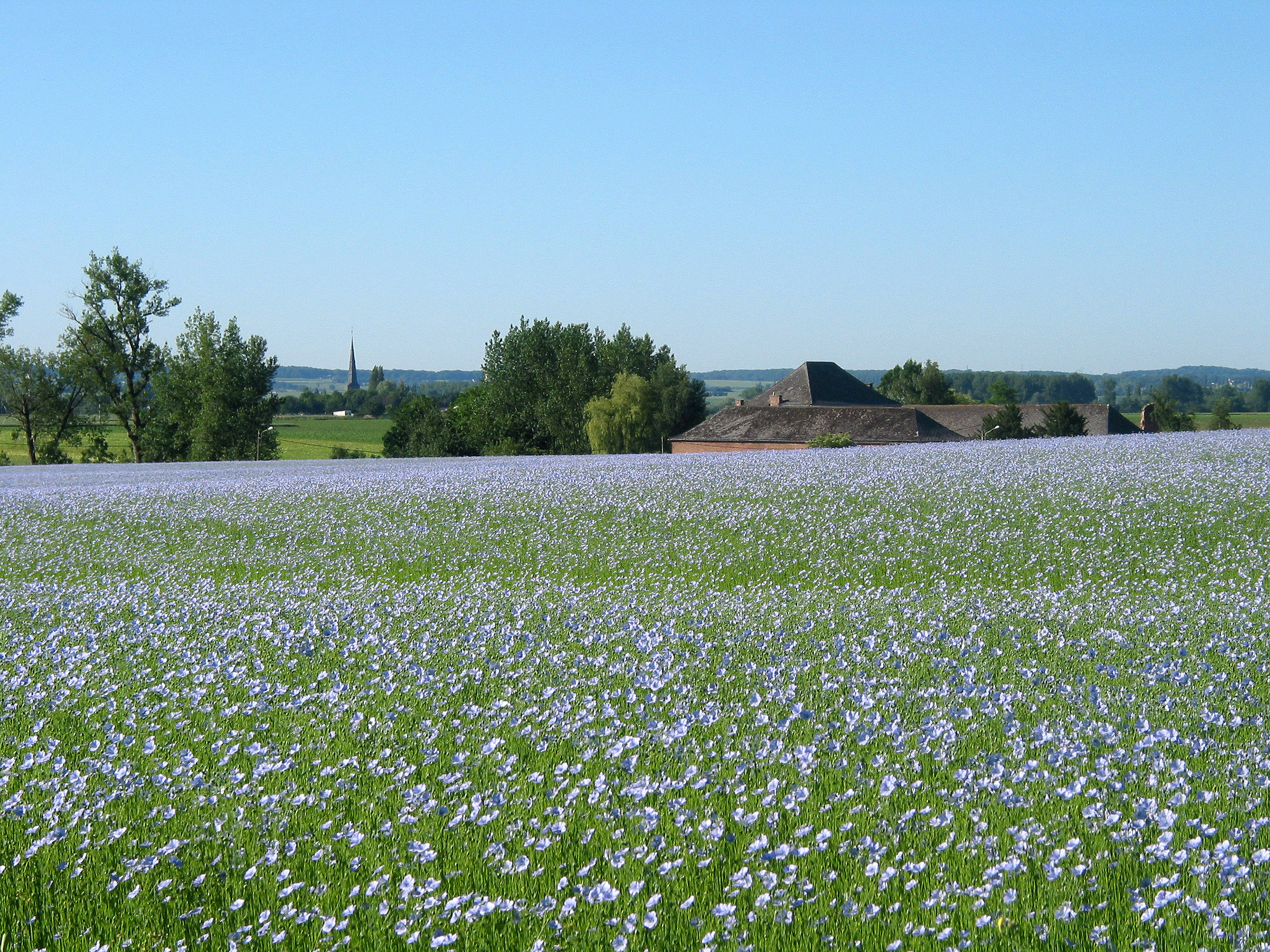
Flachsfeld, wie es im 19. Jahrhundert verbreitet war, während der Blüte

Von 1803 bis 1810 wurde das Territorium durch Napoleon neu gegliedert. Der bayerische Kurfürst erhielt den schwäbischen Besitz von der Donau bis zum Bodensee. Das Allgäu wurde dabei in einen württembergischen und einen bayerischen Teil geteilt. Außer-Vorarlberg, das heutige bayerische Westallgäu, wurde 1806 durch den Pressburger Frieden Bayern zugeteilt. 1808 wurde das bayerische Schwaben in drei Kreise aufgeteilt, Hauptstädte wurden Ulm, Augsburg und Kempten. 1818 wurde die Reichs- und die Stiftsstadt Kempten, die bis dahin eine Verwaltungsgemeinde bildete, endgültig zu einer Stadt vereinigt. 1837 wurde Augsburg Sitz des Regierungsbezirks Schwaben.
Im Jahr 1847 wurde das Allgäu mit der Bahnstrecke Augsburg–Kaufbeuren an das Eisenbahnnetz angeschlossen. Der Schienenweg wurde 1852 bis Kempten, ein Jahr später bis Lindau verlängert.

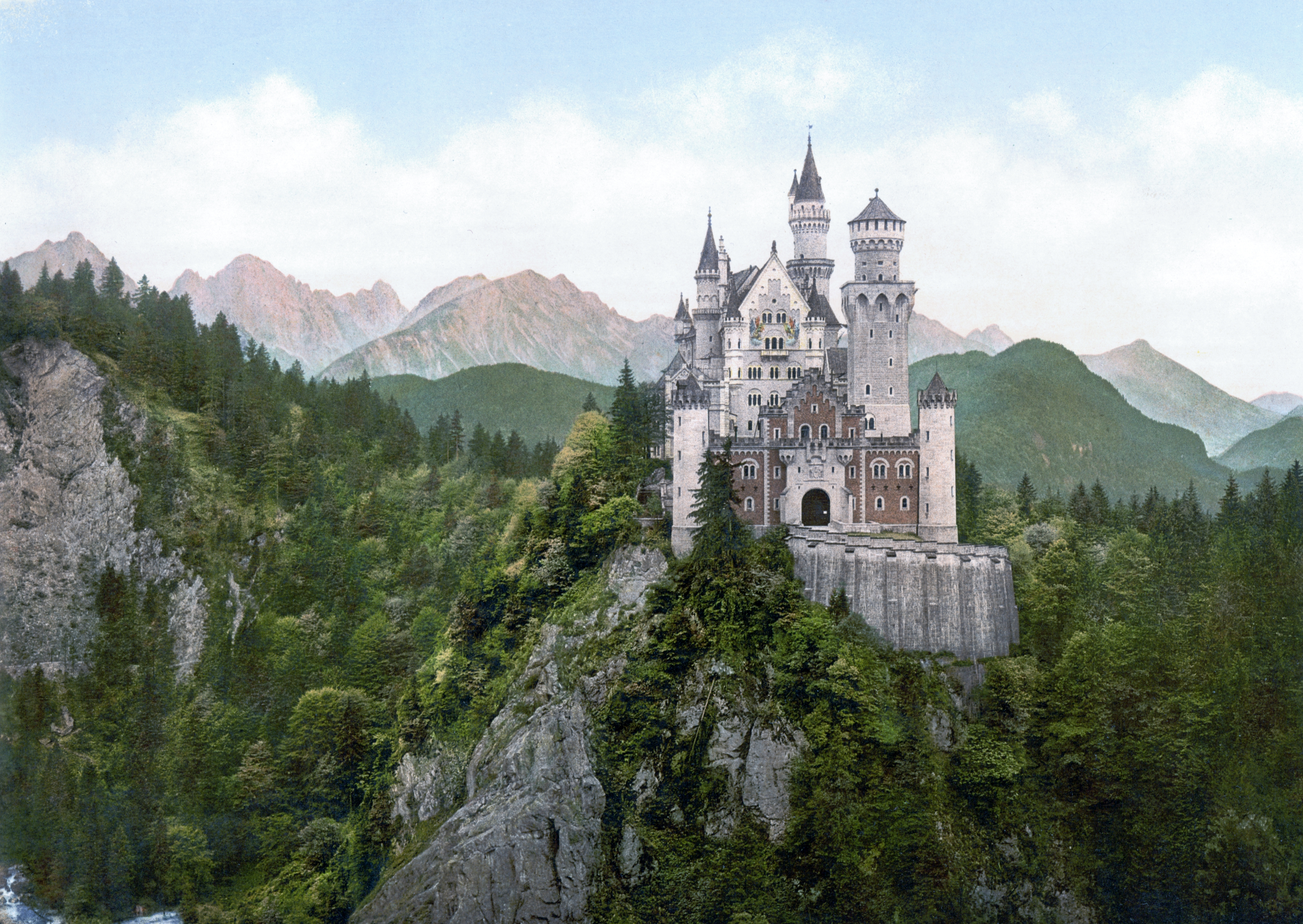
Schloss Neuschwanstein

Im selben Jahr errichtete Caspar Honegger eine mechanische, durch Wasserkraft betriebene Spinnerei und Weberei. In der zweiten Hälfte des 19. Jahrhunderts entstanden weitere Fabriken der Textilverarbeitung und des Maschinenbaus. Mitte des 19. Jahrhunderts wurde aus dem „blauen“ Allgäu des Flachsanbaus das „grüne“ Allgäu der Milchwirtschaft. 1869 begannen die Bauarbeiten für Schloss Neuschwanstein. Um 1877 kamen die ersten Sommerfrischler ins Allgäu, damit begann der Tourismus. 1921 wurde die Allgäuer Butter- und Käsebörse in Kempten eingerichtet.
Im Jahr 1943 bildeten die Nationalsozialisten in Ortsteilen der heutigen Gemeinden Kempten und Durach das Außenlager Kottern-Weidach des Konzentrationslagers Dachau mit 750, max. 1500 Häftlingen. Weitere KZ-Außenlager befanden sich in Kempten ab 1943 mit 500–600 Häftlingen, Bad Oberdorf ab 1945 mit einem, Blaichach ab 1944 mit ca. 700 Inhaftierten, Fischen ab 1944 mit ca. 300, Kaufbeuren ab 1944 mit 300–600, KZ-Außenlager Riederloh II in Mauerstetten-Steinholz bei Kaufbeuren mit 1.300, sowie die KZ-Außenkommandos Oberstdorf-Birgsau ab 1943 mit 25–30 und Schlachters bei Sigmarszell ab 1944 mit 6–8 Inhaftierten.

### 1945 bis heute
Im Jahr 1945 wurde am Ende des Zweiten Weltkriegs das Allgäu von französischen und amerikanischen Truppen besetzt. 1950 fand die Süddeutsche Butter- und Käse-Börse statt. Etwa ab 1960 wurde die Technisierung in der Landwirtschaft und agrarpolitische Rahmenbedingungen durch die EG verstärkt. 1972 fand eine Gebietsreform statt. Dabei wurden Landkreise und Gemeinden im bayerischen Teil des Allgäus neu gegliedert. 1978 wurde die Fachhochschule Kempten eröffnet.

## Infrastruktur

### Straßennetz

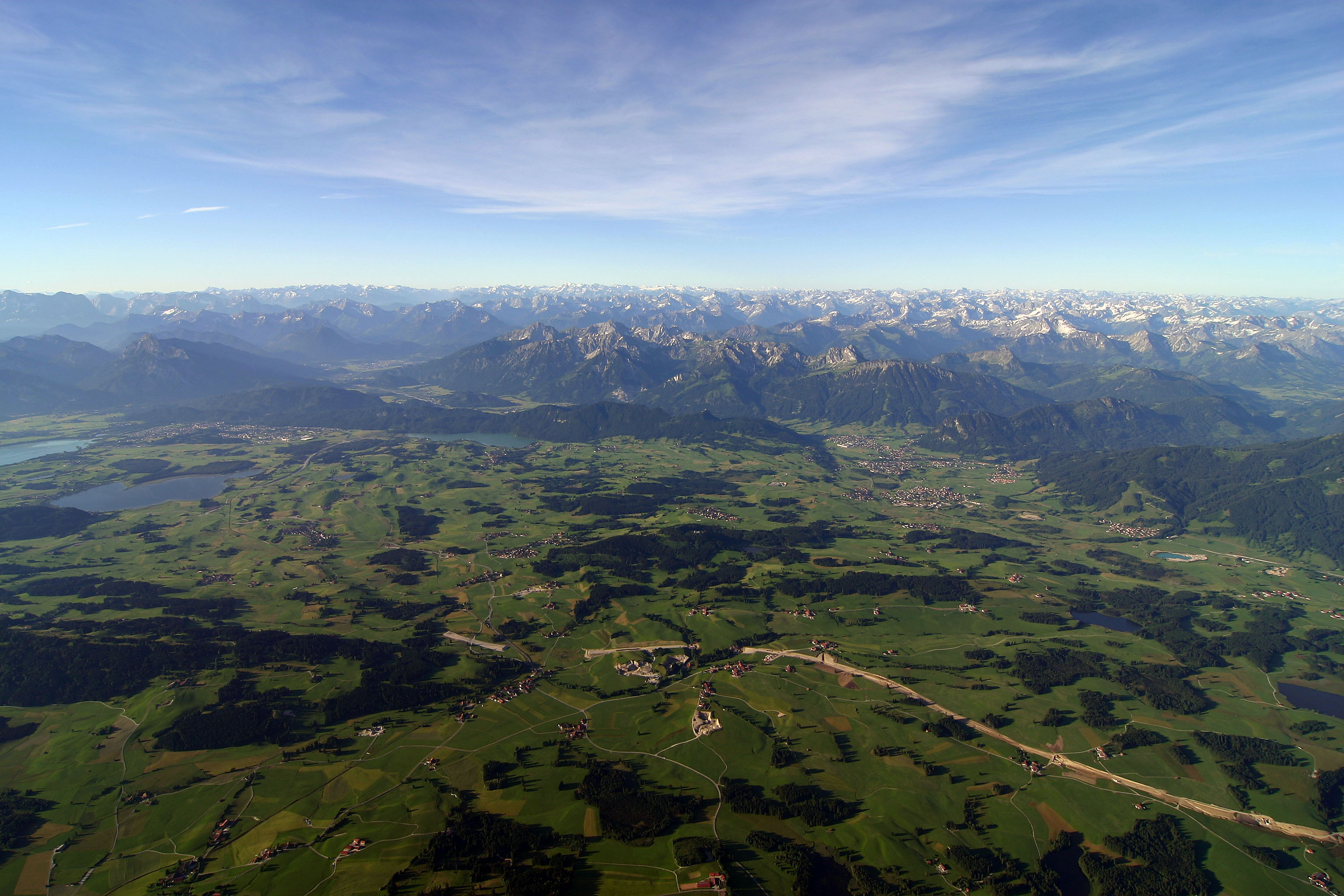
Der Neubau der A 7 bei Füssen

Das Allgäuer Straßennetz ist vor allem durch die Autobahnen A 7, A 96 und die kurze A 980 gekennzeichnet. Die A 7 wurde seit 1992 in mehreren Bauabschnitten durch den Landkreis Ostallgäu bis Füssen verlängert, wo sie in den zweispurigen Grenztunnel Füssen mündet und in Österreich in die Fernpassstraße übergeht. Eine weitere Hauptverkehrsader ist die B 19, die zwischen Kempten und Sonthofen als Autobahnähnliche Straße ausgebaut ist und über Oberstdorf ins österreichische Kleinwalsertal führt. Die B 12 soll zwischen Buchloe über Kaufbeuren nach Kempten autobahnähnlich ausgebaut werden und ist bereits jetzt auf längeren Stücken in drei Spuren zu befahren (Stand: 2017).

### Bahnstrecken

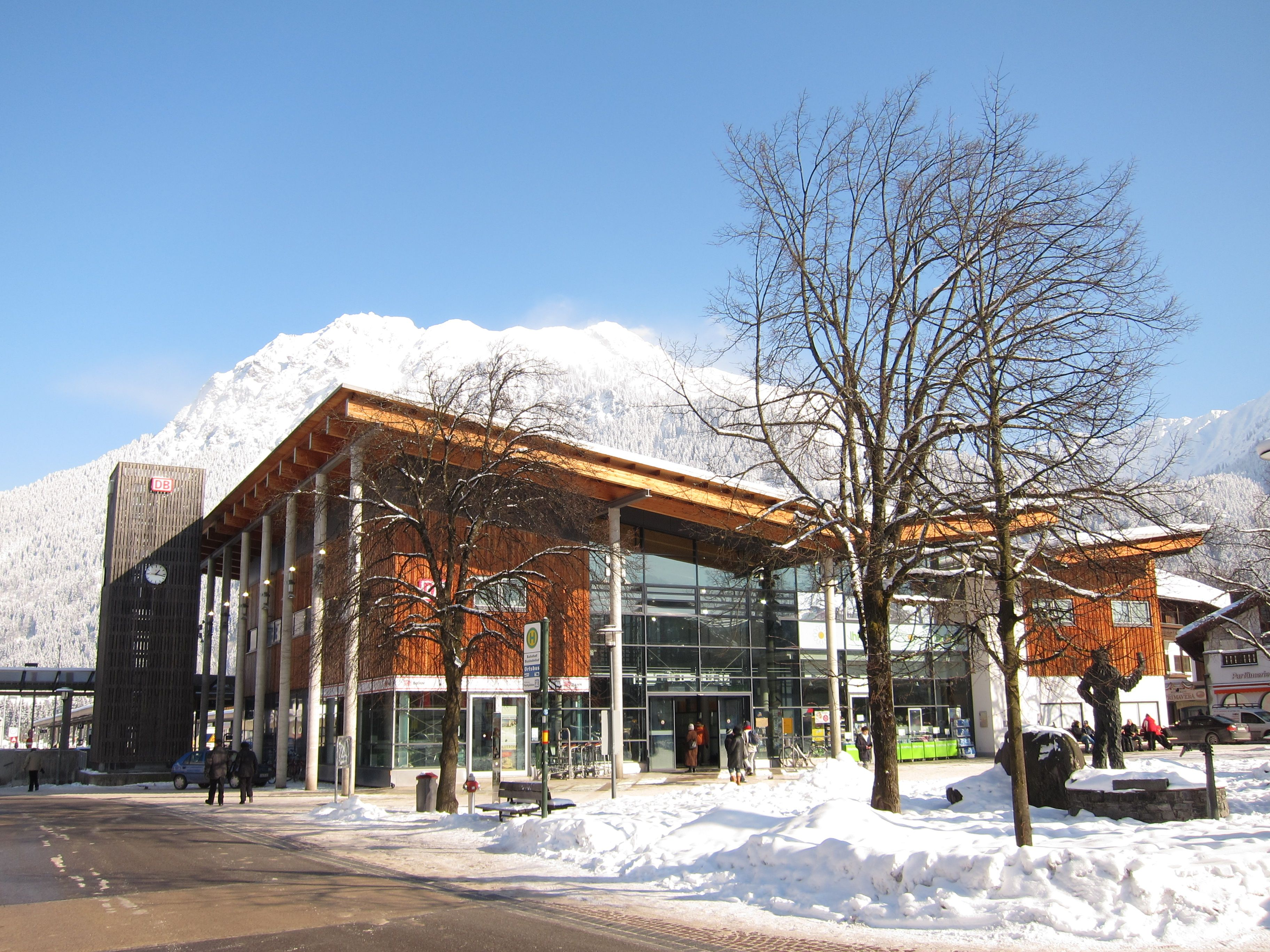
Wichtiger Zielbahnhof im Allgäu ist der Bahnhof Oberstdorf

Wichtigste Allgäuer Bahnstrecke ist Buchloe–Lindau, von der die Strecken Biessenhofen–Marktoberdorf (mit Weiterführung nach Füssen), Kempten–Neu-Ulm, Kempten–Pfronten-Steinach, Immenstadt–Oberstdorf und Kißlegg–Hergatz abzweigen.

### Flugverkehr
An das Luftverkehrsnetz ist das Allgäu über den Flughafen Memmingen, auch „Allgäu Airport“ genannt, angeschlossen. Der auch als „Flughafen München-West“ vermarktete Airport liegt allerdings rund 110 km von der bayerischen Landeshauptstadt entfernt. Der Flughafen hatte im Jahr 2018 fast 1,5 Millionen, im Jahr 2024 bereits über 3 Millionen Passagiere. Laut einer Studie des ifo-Instituts reisten 294.700 Passagiere im Jahr 2018 über den Flughafen Memmingen ein. Von den einreisenden Fluggästen gaben 21 % das Allgäu als Ziel an und davon wiederum 40 % nannten als Anlass eine private Urlaubsreise. Bei fast 4 Millionen Gästeankünften im Allgäu im Jahr 2018 sind damit 0,6 % der Allgäu-Urlauber über den Allgäu Airport eingereist. Der Flughafen wird von Corendon Airlines, Fly Egypt, People's Viennaline, Pobeda, Ryanair und Wizz Air angeflogen.

## Wirtschaft

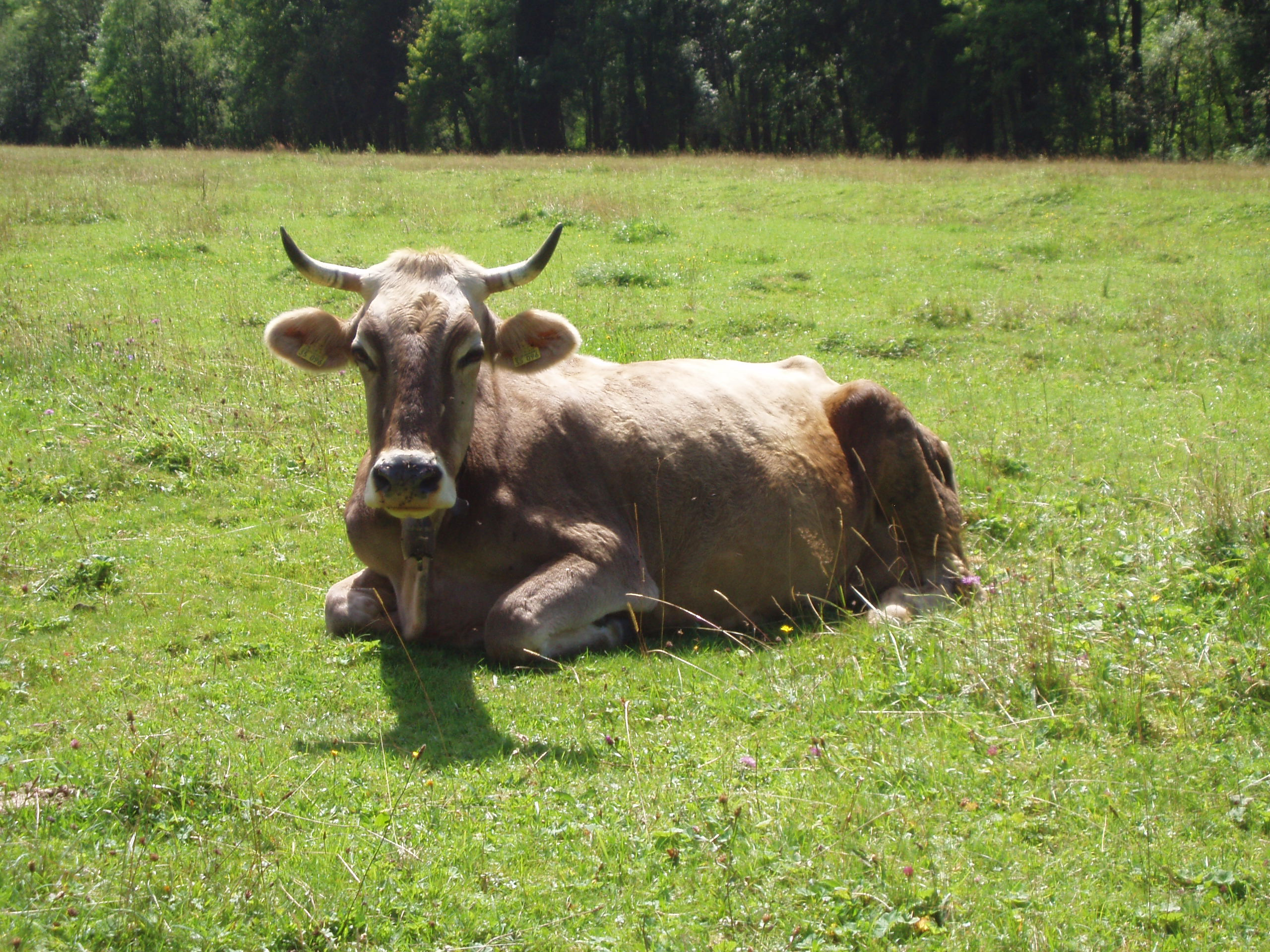
Allgäuer Braunvieh

Das Allgäu zählt zu den wichtigsten und größten zusammenhängenden Urlaubsregionen in Deutschland. Der Tourismus stellt einen Wirtschaftsfaktor dar, dessen Bedeutung stetig zugenommen hat. Er erwirtschaftet dabei mit über zwei Milliarden Euro Wertschöpfung und einem Einkommensäquivalent von über 46.000 Vollzeitbeschäftigten über 10 Prozent des Bruttoinlandsprodukts im Allgäu. Von großer wirtschaftlicher Bedeutung ist dabei ebenfalls der Tagestourismus.
Ein weiterer Wirtschaftsfaktor ist die Landwirtschaft, wobei heute die Grünlandwirtschaft mit Milcherzeugung den Hauptanteil bilden. Bis zur Mitte des 19. Jahrhunderts war im Allgäu der Flachsanbau verbreitet. Der Ausdruck „blaues Allgäu“ ist auf den blau blühenden Flachs zurückzuführen, der von den Leinenwebern zu Textilien verarbeitet wurde. Im Zuge der Industrialisierung entwickelte sich daraus in der zweiten Hälfte des 19. Jahrhunderts die textilverarbeitende Industrie, die ihre Bedeutung am Ende des 20. Jahrhunderts wieder verlor. Anders als die Textilindustrie spielt der Maschinenbau bis heute eine wichtige Rolle. In einigen Orten entwickelten sich Spezialhandwerke, beispielsweise der Lauten- und Geigenbau in Füssen oder das Hutmacherhandwerk in Lindenberg, das heute nur noch historische Bedeutung hat. Im Kaufbeurer Stadtteil Neugablonz siedelte sich nach dem Zweiten Weltkrieg die Glasschmuckindustrie an.
Gegenwärtig gibt es im Allgäu eine überwiegend mittelständisch orientierte Wirtschaft in unterschiedlichen Branchen und Großbetriebe im Maschinenbau, in der Elektrotechnik und der Nahrungsmittelverarbeitung.
Der Traktorenhersteller Fendt in Marktoberdorf gehört seit 1997 zum amerikanischen Konzern AGCO. Es ist der größte Arbeitgeber in der Region Ostallgäu und der strukturschwachen kreisfreien Stadt Kaufbeuren.

## Tourismus

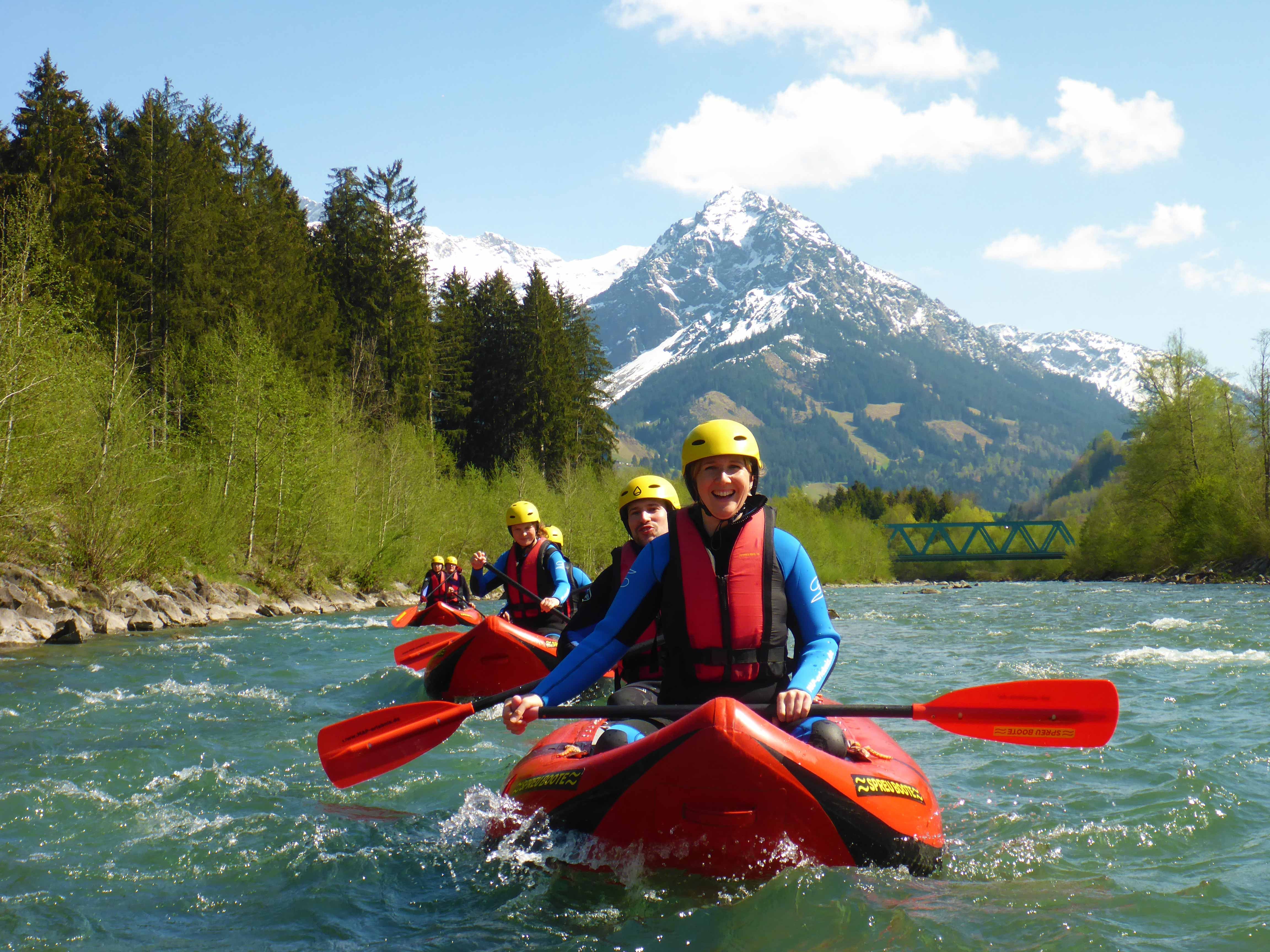
Rafting-Sportler auf der Iller mit Blick auf das Rubihorn

Das Allgäu zählt ganzjährig zu den beliebtesten Urlaubsregionen in Deutschland. Die Natur- und Kulturlandschaft zieht mehrere Millionen Gäste jährlich an. Im Allgäu wurden im Jahr 2018 mehr als 13 Millionen Übernachtungen und fast 4 Millionen Gästeankünfte gezählt. Vor allem die Vielseitigkeit der Region wird geschätzt. Vom Alpinsport bis zum Wassersport sind zahllose Aktivitäten möglich. Das Allgäu ist Deutschlands größtes Wintersportzentrum. Neben Alpinem Skisport und Eislauf ist auch Langlauf auf einem weit ausgedehnten Loipennetz möglich. Auch für Skibergsteigen, Radfahren und Mountainbiken, Wandern und Sportklettern bietet das Allgäu zahlreiche Möglichkeiten. Im Gegensatz zum benachbarten Tirol wurde das touristische Potential lange Zeit kaum genutzt oder gar beworben, da Freizeitsport im Allgäu aus Jagdgründen mitunter als Problem betrachtet wird.
Andererseits gibt es Regionen im Allgäu, beispielsweise die Region Füssen mit den Königsschlössern, die in der Hochsaison schon an Massentourismus grenzen und eine erhebliche Belastung für die örtliche Bevölkerung bedeuten.

### Landschaft
Eine wesentliche Rolle für den Tourismus spielt die Landschaft des Allgäus mit ihren Bergen, Seen und Naturdenkmälern. Besonders reich sind das Ober- und das Westallgäu damit ausgestattet. Als Beispiele aus dem Oberallgäu sind zu erwähnen der Grünten, auch als „Wächter des Allgäus“ bezeichnet, der Blender bei Kempten, der Illerursprung und die Breitachklamm bei Oberstdorf, die Starzlachklamm bei Burgberg, die Sturmannshöhle bei Obermaiselstein und das Gottesackerplateau im Kleinen Walsertal. Im Westallgäu befinden sich unter anderem der Schwarze Grat, die Scheidegger Wasserfälle, der Eistobel bei Isny und das Wurzacher Ried.
Eine umfassende Aussicht auf das Ostallgäu hat man vom Auerberg aus. Weitere Geotope im Allgäu sind der Lechfall bei Füssen und der Illerdurchbruch bei Altusried.
In den Allgäuer Bergen werden sowohl in den Sommermonaten als auch im Winter viele Arten von Berg- und Wintersport betrieben. Bergbahnen erschließen die hochalpinen Gebiete auch für Nichtalpinisten, z. B. am Tegelberg, Breitenberg, Nebelhorn, Fellhorn und Hochgrat.

### Naturräume
Das Allgäu ist innerhalb der Naturräumlichen Haupteinheiten Deutschlands Teil des Subalpinen Jungmoränenlands und der Schwäbisch-Bayerischen Voralpen. Es umfasst das Westallgäuer Hügelland (033), die Adelegg (034) mit den Nagelfluhhöhen und Senken zwischen Bodensee und Wertach, die Iller-Vorberge (035), die Lech-Vorberge (036) sowie von den Nördlichen Kalkhochalpen (01/D68) den Hinteren Bregenzer Wald (010), die Allgäuer Hochalpen (011) und das Oberstdorfer Becken (012) und von den Schwäbisch-Bayerischen Voralpen (02/D67) den Vorderen Bregenzer Wald (020) und das Vilser Gebirge (021).

### Ferienstraßen

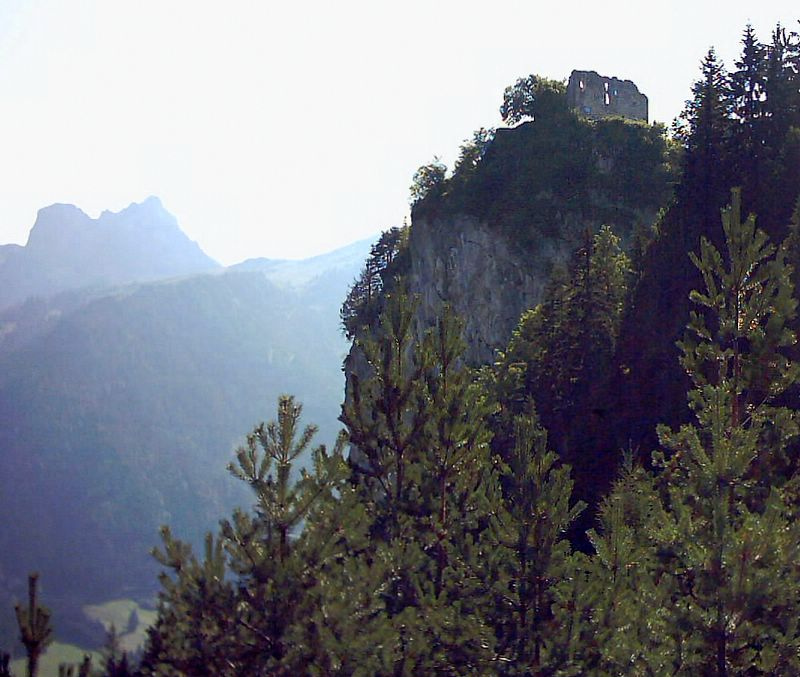
Burgruine Falkenstein im Ostallgäu

Folgende Ferienstraßen führen zum Teil durch das Allgäu:
- Deutsche Alpenstraße (westlicher Teil)
- Mühlenstraße Oberschwaben
- Oberschwäbische Barockstraße
- Romantische Straße (südliches Ende)
- Schwäbische Bäderstraße

Reiseberichte verwenden gelegentlich die lobend gemeinte Formulierung „wie im Allgäu“. Sie erscheint bei Landschaftsbeschreibungen Islands, Chiles, Südafrikas und Hessens und vieler anderer Gegenden.

### Sanfter Tourismus
Auch im Sinne eines Sanften Tourismus hat das Allgäu besondere Angebote aufzuweisen. Hier wird insbesondere auf Nachhaltigkeit und den Schutz und Erhalt der Natur geachtet. Im Allgäu existieren beliebte Radwanderwege und Wanderwege.

#### Radwanderwege

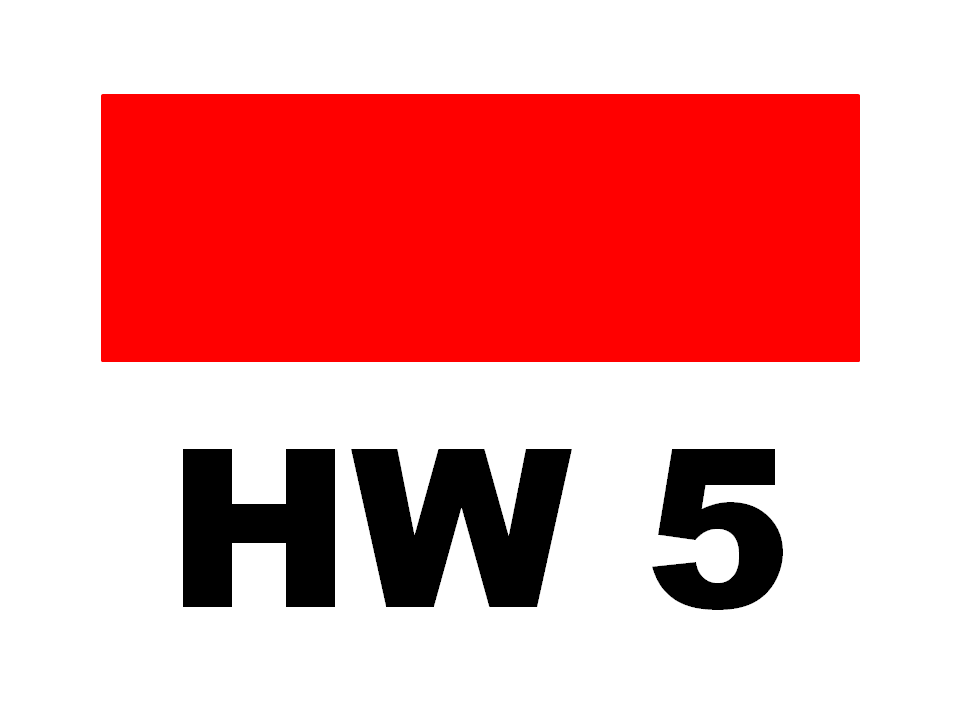
Der HW 5 als Beispiel für Wanderwege im Allgäu

- Die 475 Kilometer lange, in Etappen fahrbare Radrunde Allgäu wurde vom Allgemeinen Deutschen Fahrrad-Club (ADFC) mit vier Sternen ausgezeichnet.[28]
- Der Iller-Radweg als touristisches Angebot für Radfahrer verlässt nur selten den Flusslauf und berührt im Oberlauf des Flusses gleichzeitig wichtige Orte des Allgäus.
- Der Allgäu-Radweg führt den Radwanderer von Westen nach Osten durch das Allgäu.
- Der Lechradweg streift das Allgäu im äußersten Osten.
- Der Bodensee-Königssee-Radweg bleibt am nördlichen Rand der Allgäuer Alpen.

#### Transalp-Routen mit Startpunkt im Allgäu
Diverse Transalp-Routen nehmen vom Allgäu ihren Ausgangspunkt, die allerdings den Mountainbikern vorbehalten sind:
- Heckmair-Route
- Joe-Route

#### Fernwanderwege durch das Allgäu
Die wichtigsten Fernwanderwege im Allgäu sind:
- Europäischer Fernwanderweg E4 durchquert das Allgäu in West-Ost-Richtung
- Europäischer Fernwanderweg E5 durchquert das Allgäu in West-Süd-Richtung
- Main-Donau-Bodensee-Weg, vom Schwäbischen Albverein als HW4 markiert und betreut, streift das Allgäu
- Schwarzwald-Schwäbische-Alb-Allgäu-Weg, als HW5 markiert, und der Heuberg-Allgäu-Weg, als HW9 markiert, enden beide im württembergischen Allgäu
- Wandertrilogie Allgäu: Ein Fernwanderwegenetz, das auf 3 Routen, bestehend aus 53 Etappen mit einer Gesamtlänge von 876 km durch das Allgäu und Mittelschwaben führt

#### Pilgerwege im Allgäu
Pilgerwege führen als Jakobswege ebenfalls durchs Allgäu:
- Der Bayerisch-Schwäbische Jakobusweg und der Münchner Jakobsweg sind ein Angebot für Wanderer und Pilger.

### Weitere touristische Ziele
- Burgruine Falkenstein bei Pfronten
- Burgruinen Eisenberg und Hohenfreyberg im Ostallgäu
- Schloss Kronburg

## Kultur

### Mundarten
Im Allgäu wird vielerorts Dialekt gesprochen, vor allem von der mittleren und der älteren Generation und insbesondere auf den Dörfern. Auch wenn alle im Allgäu gesprochenen Dialekte dem alemannischen Sprachbereich angehören und sich damit sprachlich nahestehen, kann man eigentlich nicht von einem gemeinsamen „Allgäuerisch“ sprechen. Denn während die Dialekte im Westallgäu und im südlichen Oberallgäu niederalemannisch sind und damit vor allem dem südlich benachbarten, niederalemannischen Teil des Vorarlbergischen ähneln, sind die Dialekte in der Mitte, im Osten und im Norden des Allgäus dem Schwäbischen zuzurechnen.

### Allgäuer Küche
Die traditionelle Allgäuer Küche ist gekennzeichnet durch die Zutaten, die es in früheren, eher ärmlichen Zeiten in der Region ausreichend gab. Das waren vor allem Eier, Mehl, Milch, Fett und Sauerkraut und was im Bauerngarten an Kräutern und Gemüse gewachsen ist. Dementsprechend gibt es ein breites Spektrum von Mehlspeisen und anderen einfachen Gerichten, bei denen die Materialkosten gering sind und die einen hohen Nährwert haben. Zu den weiteren Spezialitäten gehört der Allgäuer Bergkäse, der Allgäuer Emmentaler und der Weißlacker.
Einige Beispiele:
- Mehlspeisen:
  - Kässpätzle
  - Krautspätzle
  - Kratzete

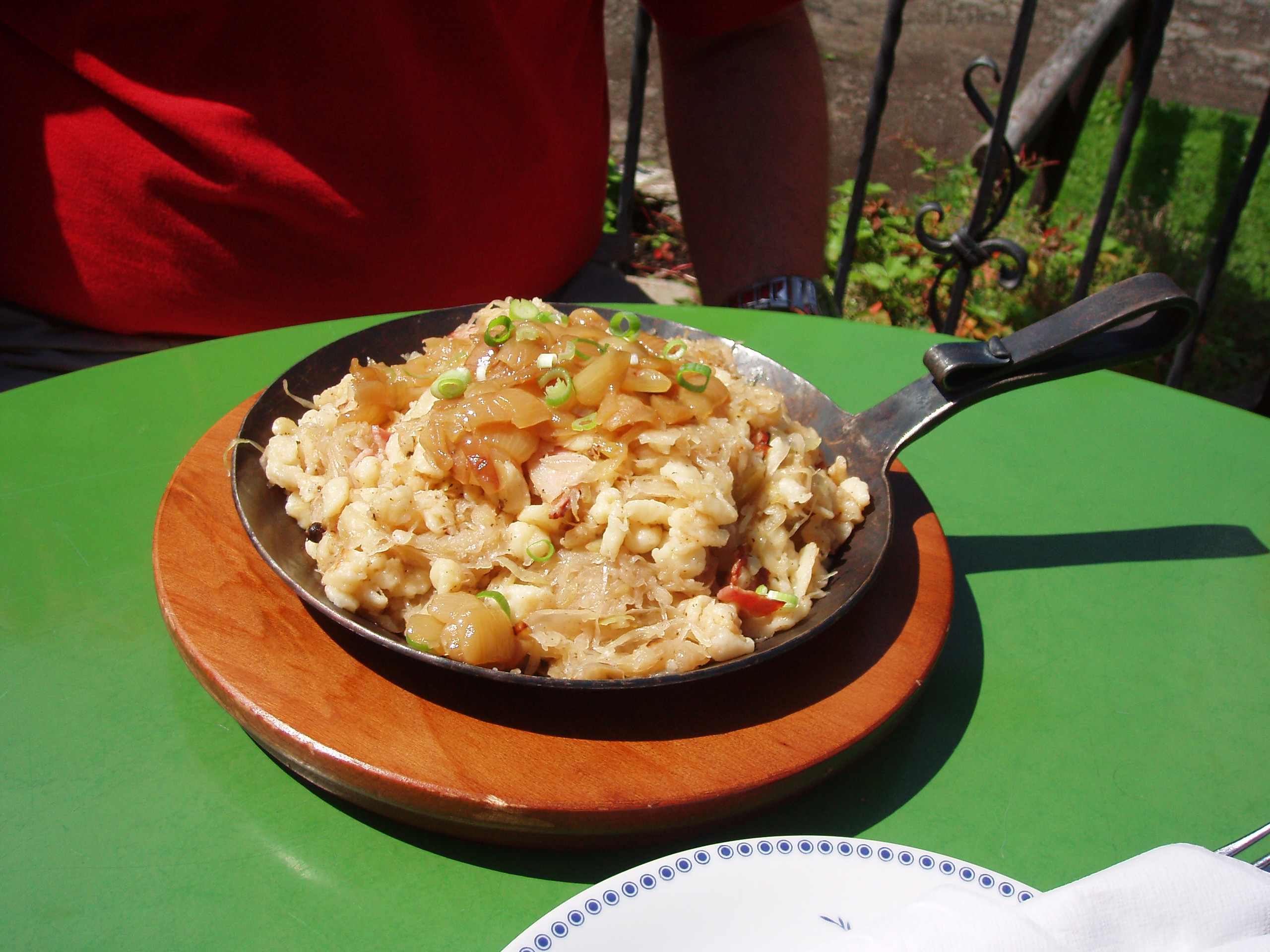
Krautspatzen

  - Schleifernudla (ähnlich wie Schupfnudeln, aber Teig aus Weizenmehl)
  - Stopfer
- Süßspeisen:
  - Nonnafürzle (kleine Teigknödel in heißem Fett goldbraun gebacken)
  - Versoffene Jungfern (in schwimmendem Fett ausgebackene Teigstückchen, die anschließend mit heißem Most oder Wein übergossen werden)
- Verschiedenes:
  - Brenntar oder Schwarz-Mus (Habermus mit gerösteten Kartoffeln)
  - Katzegschroi (Rindfleischgröstl)

### Regionale Bräuche
Das Allgäu ist bekannt für sein regionales Brauchtum. Es ist geprägt sowohl durch seine schwäbischen als auch bayerischen Einflüsse. Kulturelle Besonderheiten zeigen sich besonders in der Allgäuer Tracht, den regionalen Spezialitäten sowie in den unterschiedlichen Dialekten und im Handwerk.
Ebenfalls überregional bekannt ist die Tradition des Viehscheids, der Überführung des Viehs von den Bergweiden ins Tal, wo es in den Stallungen der Bauernhöfe überwintert. Ein besonderer Allgäuer Brauch ist das Funkenfeuer am ersten Sonntag nach Fasching.

### Architektur

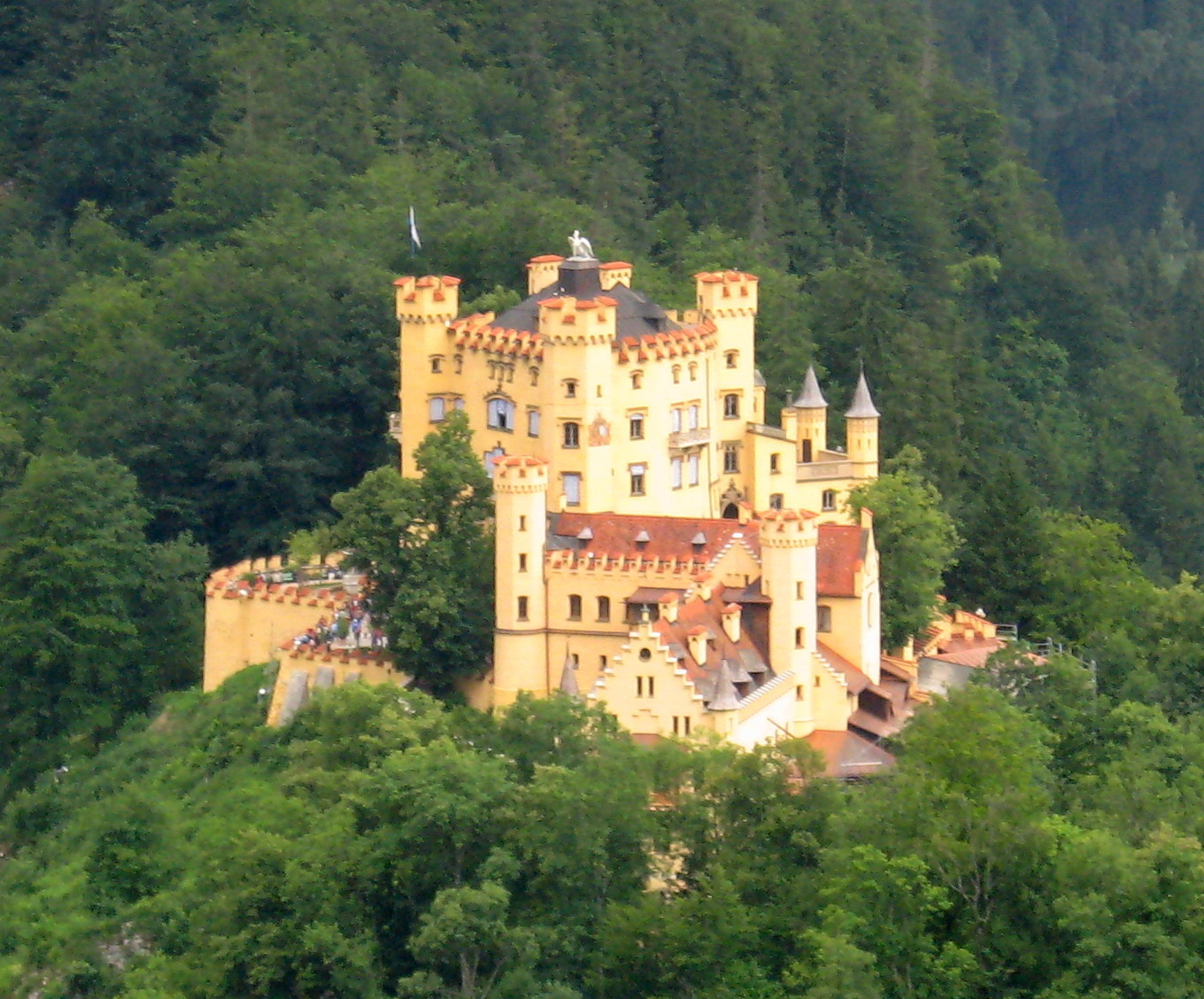
Schloss Hohenschwangau

Es gibt zahlreiche kulturelle und kunstgeschichtliche Sehenswürdigkeiten. Das weltweit bekannte Schloss Neuschwanstein sowie das benachbarte Schloss Hohenschwangau befinden sich in dieser Region, auch wenn größtenteils, vor allem international, nicht die Landschaft des Allgäus, sondern das Land Bayern damit in Zusammenhang gebracht wird. Ferner ist die in weiten Teilen noch erhaltene historische Altstadt von Wangen von touristischer Bedeutung, aber auch die mittelalterlichen Städte Isny, Füssen, Kaufbeuren und Kempten mit seiner Residenz und 2000 Jahre zurückgehenden Geschichte sowie Ottobeuren mit seiner barocken Klosterkirche sind sehenswert. Zu den bedeutenden römischen Hinterlassenschaften in den ländlichen Regionen gehören die Römerstraße Via Claudia Augusta, eine der ehemals wichtigsten Handels- und Versorgungsstraßen zwischen Füssen und Augsburg, einige freigelegte Gutshöfe (Villae rusticae) sowie Reste der Siedlung am Tegelberg.

## Bedeutsame Persönlichkeiten
- Johann Jakob Herkomer (* 1652 in Sameister bei Roßhaupten; † 1717 in Füssen), Baumeister, Maler, Bildhauer und Stuckateur des Barock
- Johann Georg Fischer (* 1673 in Marktoberdorf; † 1747 in Füssen), Baumeister des Barock
- Johann Georg Specht (* 1721 in Lindenberg im Allgäu; † 1803), Baumeister und Architekt
- Johann Althaus (* 1798 in Lauperswil im Emmental/Schweiz; † 1876 in Sonthofen), Sennermeister und Käsepionier
- Carl Hirnbein (* 1807 in Wilhams; † 1871), Großbauer, Politiker und Begründer der Milchwirtschaft im Allgäu
- Ludwig Ganghofer (* 7. Juli 1855 in Kaufbeuren; † 24. Juli 1920 in Tegernsee), Schriftsteller und Erfinder
- Otto Merkt (* 1877 in Kempten (Allgäu); † 1951 in Kempten (Allgäu)), Kommunalpolitiker und Heimatforscher
- Peter Dörfler (* 1878 in Untergermaringen; † 1955 in München), Priester und Heimatdichter
- Josef Madlener (* 1881 in Amendingen; † 1967 in Memmingen), Maler und Illustrator
- Otto Forster (* 1881 in Kempten (Allgäu); † 1930), Maler
- Ernst Mayr (* 5. Juli 1904 in Kempten (Allgäu); † 3. Februar 2005 in Bedford (Massachusetts)), Biologe
- Alfred Weitnauer (* 1905 in Kempten (Allgäu); † 1974 in Obergünzburg), Schriftsteller, Heimatpfleger, Historiker und Volkskundler
- Michael Bredl (* 1915; † 1999 in Hindelang), Volksmusiker
- Helmut Maucher (* 9. Dezember 1927 in Argenbühl-Eisenharz; † 5. März 2018 in Bad Homburg vor der Höhe), Manager und Generaldirektor von Nestle
- Hans Magnus Enzensberger (* 11. November 1929 in Kaufbeuren; † 24. November 2022 in München), Dichter, Schriftsteller, Herausgeber, Übersetzer und Redakteur
- Klaus Nomi (* 24. Januar 1944 in Immenstadt; † 6. August 1983 in New York), in der Popmusik tätiger Countertenor
- Herbert Knaup (* 23. März 1956 in Sonthofen, Landkreis Oberallgäu), Schauspieler
- Alexander Hold (* 11. März 1962 in Kempten (Allgäu)), Fernsehjurist und Kommunalpolitiker
- Karl-Heinz Riedle (* 16. September 1965 in Weiler im Allgäu), Fußballweltmeister
- Maximilian Mechler (* 3. Januar 1984 in Isny im Allgäu), Skispringer und Vize-Skiflugweltmeister (Mannschaft)

Weitere mit dem Allgäu verbundene Personen, siehe Kategorie:Person (Allgäu)

## Umgebung
Nähere Nachbarlandschaften sind Teile des österreichischen Vorarlbergs (Kleinwalsertal) und Tirols (Außerfern / Bezirk Reutte), weiterhin der Bregenzerwald, die Bodenseeregion, Mittelschwaben und das bayerische Oberland mit dem Pfaffenwinkel.